# الطواف النسائي للاتحاد الدولي لكرة المضرب – 2018 (يوليو–سبتمبر)
الطواف النسائي للاتحاد الدولي لكرة المضرب هي نسخة عام 2018 من الجولة الثانية في لعبة كرة المضرب للمحترفات. تنظمها الاتحاد الدولي لكرة المضرب وهي درجة أقل من جولة رابطة محترفات التنس. يتضمن الطواف العالمي لكرة المضرب النسائية برعاية الاتحاد الدولي لكرة المضرب بطولات بجوائز مالية تتراوح من $15،000 إلى $100،000.

## المواسم
| مواسم الطواف العالمي لكرة المضرب النسائية برعاية الاتحاد الدولي لكرة المضرب | مواسم الطواف العالمي لكرة المضرب النسائية برعاية الاتحاد الدولي لكرة المضرب | مواسم الطواف العالمي لكرة المضرب النسائية برعاية الاتحاد الدولي لكرة المضرب | مواسم الطواف العالمي لكرة المضرب النسائية برعاية الاتحاد الدولي لكرة المضرب | مواسم الطواف العالمي لكرة المضرب النسائية برعاية الاتحاد الدولي لكرة المضرب | مواسم الطواف العالمي لكرة المضرب النسائية برعاية الاتحاد الدولي لكرة المضرب | مواسم الطواف العالمي لكرة المضرب النسائية برعاية الاتحاد الدولي لكرة المضرب | مواسم الطواف العالمي لكرة المضرب النسائية برعاية الاتحاد الدولي لكرة المضرب | مواسم الطواف العالمي لكرة المضرب النسائية برعاية الاتحاد الدولي لكرة المضرب | مواسم الطواف العالمي لكرة المضرب النسائية برعاية الاتحاد الدولي لكرة المضرب |
| تسعينيات القرن العشرين                                                      | تسعينيات القرن العشرين                                                      | تسعينيات القرن العشرين                                                      | تسعينيات القرن العشرين                                                      | تسعينيات القرن العشرين                                                      | تسعينيات القرن العشرين                                                      | تسعينيات القرن العشرين                                                      | تسعينيات القرن العشرين                                                      | تسعينيات القرن العشرين                                                      | تسعينيات القرن العشرين                                                      |
| --------------------------------------------------------------------------- | --------------------------------------------------------------------------- | --------------------------------------------------------------------------- | --------------------------------------------------------------------------- | --------------------------------------------------------------------------- | --------------------------------------------------------------------------- | --------------------------------------------------------------------------- | --------------------------------------------------------------------------- | --------------------------------------------------------------------------- | --------------------------------------------------------------------------- |
| 1994                                                                        | 1995                                                                        | 1995                                                                        | 1996                                                                        | 1997                                                                        | 1998                                                                        | 1999                                                                        |                                                                             |                                                                             |                                                                             |
| العقد الأول من القرن 21                                                     |                                                                             |                                                                             |                                                                             |                                                                             |                                                                             |                                                                             |                                                                             |                                                                             |                                                                             |
| 2000                                                                        | 2001                                                                        | 2002                                                                        | 2003                                                                        | 2004                                                                        | 2005                                                                        | 2006                                                                        | 2007                                                                        | 2008 الربع الأول · الربع الثاني · الربع الثالث                              | 2009                                                                        |
| العقد الثاني من القرن 21                                                    |                                                                             |                                                                             |                                                                             |                                                                             |                                                                             |                                                                             |                                                                             |                                                                             |                                                                             |
| 2010 الربع الأول · الربع الثاني · الربع الثالث · الربع الرابع               | 2011 الربع الأول · الربع الثاني · الربع الثالث · الربع الرابع               | 2012 الربع الأول · الربع الثاني · الربع الثالث · الربع الرابع               | 2013 الربع الأول · الربع الثاني · الربع الثالث · الربع الرابع               | 2014 الربع الأول · الربع الثاني · الربع الثالث · الربع الرابع               | 2015 الربع الأول · الربع الثاني · الربع الثالث · الربع الرابع               | 2016 الربع الأول · الربع الثاني · الربع الثالث · الربع الرابع               | 2017 الربع الأول · الربع الثاني · الربع الثالث · الربع الرابع               | 2018 الربع الأول · الربع الثاني · الربع الثالث · الربع الرابع               | 2019 الربع الأول · الربع الثاني · الربع الثالث · الربع الرابع               |
| العقد الثالث من القرن 21                                                    |                                                                             |                                                                             |                                                                             |                                                                             |                                                                             |                                                                             |                                                                             |                                                                             |                                                                             |
| 2020 الربع الأول · الربع الثاني · الربع الثالث · الربع الرابع               | 2021 الربع الأول · الربع الثاني · الربع الثالث · الربع الرابع               | 2022 الربع الأول · الربع الثاني · الربع الثالث · الربع الرابع               | 2023 الربع الأول · الربع الثاني · الربع الثالث · الربع الرابع               | 2024 الربع الأول · الربع الثاني · الربع الثالث · الربع الرابع               | 2025 الربع الأول · الربع الثاني · الربع الثالث · الربع الرابع               |                                                                             |                                                                             |                                                                             |                                                                             |

## المفتاح
| الفئات      |
| بطولات W100 |
| بطولات W80  |
| بطولات W60  |
| بطولات W25  |
| بطولات W15  |

## الأشهر

### يوليو
| الأسبوع  | البطولة                                                                                            | الفائزات                                                    | الوصيفات                                 | المتأهلات لنصف النهائي                         | المتأهلات لربع النهائي                                                              |
| -------- | -------------------------------------------------------------------------------------------------- | ----------------------------------------------------------- | ---------------------------------------- | ---------------------------------------------- | ----------------------------------------------------------------------------------- |
| 2 يوليو  | Torneo Internazionale Femminile Antico Tiro a Volo روما، إيطاليا طين $60،000+H Singles – Doubles   | دايانا يستريمسكا 6–1، 6–0                                   | أناستاسيا بوتابوفا                       | جيل تيخمان سيلفيا سولير إسبينوزا               | يلينا ريباكينا صوفيا زهوك جيسيكا بييري أنستازيا زاريتسكا                            |
| 2 يوليو  | Torneo Internazionale Femminile Antico Tiro a Volo روما، إيطاليا طين $60،000+H Singles – Doubles   | لورا بيجوسي رينات زارازوا 6–1، 4–6، [13–11]                 | أناستازيا جريمالسكا غيورغيا ماركيتي      | جيل تيخمان سيلفيا سولير إسبينوزا               | يلينا ريباكينا صوفيا زهوك جيسيكا بييري أنستازيا زاريتسكا                            |
| 2 يوليو  | نايمن، الصين صلب $25،000 قرعة المباريات الفردية والزوجية                                           | تشانغ يوكسوان 6–3، 6–2                                      | شون فانغيينغ                             | جاي آو كارمن ثاندي                             | كاو سيكي روتوجا بسالي وانغ مييلينغ غوزال أينيتدينوفا                                |
| 2 يوليو  | نايمن، الصين صلب $25،000 قرعة المباريات الفردية والزوجية                                           | كانغ جياكي كيم نا ري 6–7(4–7)، 6–4، [10–5]                  | جيانغ شينيو تانغ كيان هوي                | جاي آو كارمن ثاندي                             | كاو سيكي روتوجا بسالي وانغ مييلينغ غوزال أينيتدينوفا                                |
| 2 يوليو  | Open Porte du Hainaut دينين، فرنسا طين $25،000 قرعة المباريات الفردية والزوجية                     | فاليريا ستراخوفا 3–6، 7–6(7–5)، 6–0                         | آلي كيك                                  | فالنتيني جراماتيكوبولو آليونا بولزوفا زادوينوف | آنا دانيلينا سارة كاكاريفيتش ماري أوساكا أيانو شيميزو                               |
| 2 يوليو  | Open Porte du Hainaut دينين، فرنسا طين $25،000 قرعة المباريات الفردية والزوجية                     | موموكو كوبوري أيانو شيميزو 0–6، 7–5، [10–7]                 | كويرين ليموين إيفا واكانو                | فالنتيني جراماتيكوبولو آليونا بولزوفا زادوينوف | آنا دانيلينا سارة كاكاريفيتش ماري أوساكا أيانو شيميزو                               |
| 2 يوليو  | أشافنبورغ، ألمانيا طين $25،000 قرعة المباريات الفردية والزوجية                                     | آنا زيا 6–4، 7–5                                            | كاثارينا هوبغارسكي                       | إليزابيث هالبور باشاك إرايدن                   | أناستاسيا ديتيوك جوليا تيرزيسكا آنا بوندار ماري بينوا                               |
| 2 يوليو  | أشافنبورغ، ألمانيا طين $25،000 قرعة المباريات الفردية والزوجية                                     | بولينا ليكينا إيزابيلا شنيكوفا 7–6(7–4)، 7–5                | إيما لين كيارا شول                       | إليزابيث هالبور باشاك إرايدن                   | أناستاسيا ديتيوك جوليا تيرزيسكا آنا بوندار ماري بينوا                               |
| 2 يوليو  | لاهاي، هولندا ملعب ترابي $15،000 قرعة المباريات الفردية والزوجية                                   | مالين هيلجو 6–4، 4–6، 6–3                                   | إيدا جارلسكوغ                            | جولييت ستوير ليكسي ستيفنز                      | فالنتينا ايفاخنينكو إيفا فيدر جاستين بايسون ميريل هودت                              |
| 2 يوليو  | لاهاي، هولندا ملعب ترابي $15،000 قرعة المباريات الفردية والزوجية                                   | إميلي أبلتون إيدا جارلسكوغ 6–4، 6–0                         | داشا إيفانوفا جولييت ستوير               | جولييت ستوير ليكسي ستيفنز                      | فالنتينا ايفاخنينكو إيفا فيدر جاستين بايسون ميريل هودت                              |
| 2 يوليو  | كورويش-سيكسال، البرتغال ملعب صلب $15،000 قرعة المباريات الفردية والزوجية                           | بايج ماري هوريغان 6–4، 6–3                                  | فاليريا بونو                             | لورين بروكتور فاطمة النبهاني                   | بانا أودفاردي أندريا كا سيون مينديز إيدن سيلفا                                      |
| 2 يوليو  | كورويش-سيكسال، البرتغال ملعب صلب $15،000 قرعة المباريات الفردية والزوجية                           | أندريا كا إيدن سيلفا 3–6، 6–1، [10–5]                       | فرانسيسكا خورخي ماريا خوسيه لوكي مورينو  | لورين بروكتور فاطمة النبهاني                   | بانا أودفاردي أندريا كا سيون مينديز إيدن سيلفا                                      |
| 2 يوليو  | فوكشاني، رومانيا ملعب ترابي $15،000 قرعة المباريات الفردية والزوجية                                | أندريا ميتو 6–4، 6–4                                        | أوانا جيورجيتا سيميوني                   | مريم بيانكا بولغارو إيرينا فيتيكاو             | ألكسندرا داماشين أرينا غابرييلا فاسيليوسكو يوجينيا جانغا بيانكا توراتي              |
| 2 يوليو  | فوكشاني، رومانيا ملعب ترابي $15،000 قرعة المباريات الفردية والزوجية                                | أندريا ميتو أوانا جيورجيتا سيميوني 4–6، 6–2، [10–6]         | سلمى شتيفانيا كادار أناستاسيا خاريتونوفا | مريم بيانكا بولغارو إيرينا فيتيكاو             | ألكسندرا داماشين أرينا غابرييلا فاسيليوسكو يوجينيا جانغا بيانكا توراتي              |
| 2 يوليو  | بروكوبلي، صربيا ملعب ترابي $15،000 قرعة المباريات الفردية والزوجية                                 | جابرييلا بانتوتشكوفا 6–2، 2–6، 6–3                          | ليا بوشكوفيتش                            | فيرونيكا إيرجافيك فيكتوريا كان                 | كريستينا ميليتيتش ييلينا ستويانوفيتش كريستينا نوفاك ييلينا لوكيك                    |
| 2 يوليو  | بروكوبلي، صربيا ملعب ترابي $15،000 قرعة المباريات الفردية والزوجية                                 | ليا بوشكوفيتش فيرونيكا إيرجافيك 6–0، 3–6، [10–7]            | باربارا بونيتش ييلينا ستويانوفيتش        | فيرونيكا إيرجافيك فيكتوريا كان                 | كريستينا ميليتيتش ييلينا ستويانوفيتش كريستينا نوفاك ييلينا لوكيك                    |
| 9 يوليو  | جراند إيست أوبن 88 كونتريكزفيل، فرنسا ملعب ترابي $100٬000 فردي – زوجي                              | ستيفاني فوجيلي 6–4، 6–2                                     | سارا سوريبس تورمو                        | تشينغ سيساي آنا كالينسكايا                     | أرانتشا روس منى بارثل باتي شنايدر يساليني بونافنتور                                 |
| 9 يوليو  | جراند إيست أوبن 88 كونتريكزفيل، فرنسا ملعب ترابي $100٬000 فردي – زوجي                              | أن صوفي ميستاتش تشينغ سيساي 3–6، 6–2، [7–10]                | برارتانا ثومبار إيفا واكانو              | تشينغ سيساي آنا كالينسكايا                     | أرانتشا روس منى بارثل باتي شنايدر يساليني بونافنتور                                 |
| 9 يوليو  | البطولة الهنغارية للسيدات المحترفات بودابست، المجر ملعب ترابي $100٬000 فردي – زوجي                 | فيكتوريا كوزموفا 6–3، 4–6، 6–1                              | إيكاترينا ألكسندروفا                     | آنا كارولينا شميدلوفا دايانا يستريمسكا         | ألكسندرا بانوفا تمارا زيدانسيك أنس جابر تينا لوكاس                                  |
| 9 يوليو  | البطولة الهنغارية للسيدات المحترفات بودابست، المجر ملعب ترابي $100٬000 فردي – زوجي                 | ألكسندرا كادانتو شانتال شكاملوفا 6–1، 6–3                   | كايتلين كريستيان جوليانا أولموس          | آنا كارولينا شميدلوفا دايانا يستريمسكا         | ألكسندرا بانوفا تمارا زيدانسيك أنس جابر تينا لوكاس                                  |
| 9 يوليو  | بطولة رينيرت المفتوحة فرسمولد، ألمانيا ملعب ترابي $60٬000 فردي – زوجي                              | أولغا دانيلوفيتش 5–7، 6–1، 6–3                              | لورا سيجموند                             | آنا زيا بيبيان ويجيرس                          | كارينا ويثوفت تشالا بويوكاكاتشاي مارتينا دي جوزيبي كاثينكا فون ديكمان               |
| 9 يوليو  | بطولة رينيرت المفتوحة فرسمولد، ألمانيا ملعب ترابي $60٬000 فردي – زوجي                              | بيمرا أوزجن ديسبينا باباميتشايل 1–6، 6–2، [4–10]            | أولغا دانيلوفيتش نينا ستويانوفيتش        | آنا زيا بيبيان ويجيرس                          | كارينا ويثوفت تشالا بويوكاكاتشاي مارتينا دي جوزيبي كاثينكا فون ديكمان               |
| 9 يوليو  | بطولات هونولولو للتنس هونولولو، الولايات المتحدة ملعب صلب $60٬000 فردي – زوجي                      | ناو هيبينو 6–0، 6–2                                         | جيسيكا بيجلا                             | دانييل لاو إيمينا بيكتاس                       | أوسوي مايتان أركونادا آسيا محمد ميساكي دوي ماي مينوكوشي                             |
| 9 يوليو  | بطولات هونولولو للتنس هونولولو، الولايات المتحدة ملعب صلب $60٬000 فردي – زوجي                      | ميساكي دوي جيسيكا بيجلا 7–6(7–4)، 6–3                       | تايلور جونسون أشلي لاهاي                 | دانييل لاو إيمينا بيكتاس                       | أوسوي مايتان أركونادا آسيا محمد ميساكي دوي ماي مينوكوشي                             |
| 9 يوليو  | وينيبيغ تشالنجر وينيبيغ، كندا ملعب صلب $25،000 قرعة المباريات الفردية والزوجية                     | ريبيكا مارينو 7–6(7–3)، 7–6(7–4)                            | جوليا غلوشكو                             | فيكتوريا رودريغيز ماديسون إنغليس               | إريكا سما أسترا شارما صوفي تشانغ جورجيا بريسيا                                      |
| 9 يوليو  | وينيبيغ تشالنجر وينيبيغ، كندا ملعب صلب $25،000 قرعة المباريات الفردية والزوجية                     | أكيكو أومياي فيكتوريا رودريغيز 7–6(7–2)، 6–3                | جوليا غلوشكو ساناز ماراند                | فيكتوريا رودريغيز ماديسون إنغليس               | إريكا سما أسترا شارما صوفي تشانغ جورجيا بريسيا                                      |
| 9 يوليو  | تيانجين هيلث إندستري بارك تيانجين، الصين ملعب صلب $25،000 قرعة المباريات الفردية والزوجية          | ليو فانجزو 3–6، 6–3، 6–3                                    | لو جينغجينغ                              | كارمان ثاندي غوزال إينيتدينوفا                 | يو إكسياودي شون فانغينغ وانغ مييلينغ شو شيلين                                       |
| 9 يوليو  | تيانجين هيلث إندستري بارك تيانجين، الصين ملعب صلب $25،000 قرعة المباريات الفردية والزوجية          | فينغ شو جيانغ شينيو 6–4، 6–4                                | تشين جياهوي يي كيويو                     | كارمان ثاندي غوزال إينيتدينوفا                 | يو إكسياودي شون فانغينغ وانغ مييلينغ شو شيلين                                       |
| 9 يوليو  | تورينو، إيطاليا ملعب ترابي $25،000 قرعة المباريات الفردية والزوجية                                 | أندريا أماليا روسكا 6–1، 6–1                                | كاجا جوفان                               | بولينا ليكينا أنستازيا زاريتسكا                | باربارا هاس فارفارا غراتشيفا نينا بوتوشتنيك ستيفانيا روبيني                         |
| 9 يوليو  | تورينو، إيطاليا ملعب ترابي $25،000 قرعة المباريات الفردية والزوجية                                 | فيفيان هايزن ساندرا سمير 6–3، 6–2                           | مارتينا كاريغارو فديريكا دي ساررا        | بولينا ليكينا أنستازيا زاريتسكا                | باربارا هاس فارفارا غراتشيفا نينا بوتوشتنيك ستيفانيا روبيني                         |
| 9 يوليو  | شطوبر، البرتغال ملعب صلب $25،000 قرعة المباريات الفردية والزوجية                                   | يلينا إن-ألبون 7–5، 6–2                                     | ديا هردجلاش                              | إستيل كاسينو إيفا غيريرو ألفاريز               | ماريا غوتيريز كاراسكو فيكتوريا بوثيو سارة-ربيكا سيكوليك كارولين روميو               |
| 9 يوليو  | شطوبر، البرتغال ملعب صلب $25،000 قرعة المباريات الفردية والزوجية                                   | ماتيلد أرمِتانو إليكسين ليشيميا 6–7(5–7)، 6–3، [13–11]       | تيريزا ميهاليكوفا جوليا تريزيسكا         | إستيل كاسينو إيفا غيريرو ألفاريز               | ماريا غوتيريز كاراسكو فيكتوريا بوثيو سارة-ربيكا سيكوليك كارولين روميو               |
| 9 يوليو  | غوتكسو، إسبانيا ملعب ترابي $25،000 قرعة المباريات الفردية والزوجية                                 | أليونا بولسوفا زادوينوف 6–0، 6–1                            | أولغا سائز لارّا                          | مونتسيرات غونزاليس أندريا غاميز                | رومي كولزر ميلاني ستوك أندريا لازارو غارسيا فيرينا ميليس                            |
| 9 يوليو  | غوتكسو، إسبانيا ملعب ترابي $25،000 قرعة المباريات الفردية والزوجية                                 | إيفون كافالي رايمرز أنجيلا فيتا بولودا 6–3، 6–2             | مارينا باسولس ريبيرا جيوامار مارستاني    | مونتسيرات غونزاليس أندريا غاميز                | رومي كولزر ميلاني ستوك أندريا لازارو غارسيا فيرينا ميليس                            |
| 9 يوليو  | نونتابوري، تايلاند ملعب صلب $25،000 قرعة المباريات الفردية والزوجية                                | أنكيتا راينا 6–2، 6–3                                       | ريسا أوزاكي                              | بينجتارن بليبويتش هان نا لاي                   | جانغ سو جونج هيروكو كواتا زوزانا زلوخوفا تامارين هندلر                              |
| 9 يوليو  | نونتابوري، تايلاند ملعب صلب $25،000 قرعة المباريات الفردية والزوجية                                | روبو كاجيتاني لي بي تشي 6–4، 6–2                            | قوه هانيو بينجتارن بليبويتش              | بينجتارن بليبويتش هان نا لاي                   | جانغ سو جونج هيروكو كواتا زوزانا زلوخوفا تامارين هندلر                              |
| 9 يوليو  | كنوك، بلجيكا ملعب ترابي $15،000 قرعة المباريات الفردية والزوجية                                    | لارا سالدن 6–2، 7–5                                         | آنا كوبيفا                               | مارينا تشيرنيشوفا آنا أوكولوفا                 | جوستينا ميكولسكيت تيفاني فيكيه جوستين بيسون ميريام بيوركلاند                        |
| 9 يوليو  | كنوك، بلجيكا ملعب ترابي $15،000 قرعة المباريات الفردية والزوجية                                    | مارينا تشيرنيشوفا آنا أوكولوفا 1–6، 6–1، [10–8]             | ميلينا فيريرو صوفيا لويني                | مارينا تشيرنيشوفا آنا أوكولوفا                 | جوستينا ميكولسكيت تيفاني فيكيه جوستين بيسون ميريام بيوركلاند                        |
| 9 يوليو  | هونغ كونغ ملعب صلب $15،000 قرعة المباريات الفردية والزوجية                                         | يو ديس تشونغ 6–0، 4–6، 6–3                                  | ساكورا هوسوجي                            | وو هو تشينغ آيومي كوشيشي                       | رينا تاكاهاشي أشميثا إسوارامرثي ميكايلا هيت زيل ديساي                               |
| 9 يوليو  | هونغ كونغ ملعب صلب $15،000 قرعة المباريات الفردية والزوجية                                         | نج كوان ياو وو هو تشينغ 6–4، 6–4                            | زيل ديساي أكاري إينو                     | وو هو تشينغ آيومي كوشيشي                       | رينا تاكاهاشي أشميثا إسوارامرثي ميكايلا هيت زيل ديساي                               |
| 9 يوليو  | سولو، إندونيسيا ملعب صلب $15،000 قرعة المباريات الفردية والزوجية                                   | الديلا سوتجيادي 6–2، 6–0                                    | دو تشيما                                 | مهاك جاين مانا أيواكاوا                        | ما يكسين ني ما تشوما أياكا أوكونو ريفانتي كاهفياني                                  |
| 9 يوليو  | سولو، إندونيسيا ملعب صلب $15،000 قرعة المباريات الفردية والزوجية                                   | ري فانتي كاهفياني أياكا أوكونو 6–4، 6–0                     | فيترياني ساباتيني فيتريانا سابرينا       | مهاك جاين مانا أيواكاوا                        | ما يكسين ني ما تشوما أياكا أوكونو ريفانتي كاهفياني                                  |
| 9 يوليو  | ألماتي، كازاخستان ملعب صلب 15،000 دولار قرعة المباريات الفردية والزوجية                            | داريا كروژكوفا 6–0، 6–7(4–7)، 6–1                           | فاليريا زليفا                            | كسينيا ألكان ماريانا دراتشيتش                  | كسينيا كوليسنيكوفا داريا ديتكوفسكايا أنجيلكا إيسيفا صدفموح توليبوفا                 |
| 9 يوليو  | ألماتي، كازاخستان ملعب صلب 15،000 دولار قرعة المباريات الفردية والزوجية                            | داريا كروژكوفا كسينيا ألكان 7–6(7–3)، 6–4                   | ماريانا دراتشيتش فاليريا زليفا           | كسينيا ألكان ماريانا دراتشيتش                  | كسينيا كوليسنيكوفا داريا ديتكوفسكايا أنجيلكا إيسيفا صدفموح توليبوفا                 |
| 9 يوليو  | أمستلفين، هولندا ملعب ترابي 15،000 دولار قرعة المباريات الفردية والزوجية                           | جوليا روزنكفيست 4–6، 6–0، 6–3                               | إيدا جارلسكوغ                            | أوليكساندرا أولينيكوفا مارينا يودانوف          | بترا يانوسكوفا فالنتينا ايفانوف داشا إيفانوفا مالين هيلغو                           |
| 9 يوليو  | أمستلفين، هولندا ملعب ترابي 15،000 دولار قرعة المباريات الفردية والزوجية                           | مارلييز سوبر إيفا فيدر 6–3، 6–4                             | إميلي أبلتون داشا إيفانوفا               | أوليكساندرا أولينيكوفا مارينا يودانوف          | بترا يانوسكوفا فالنتينا ايفانوف داشا إيفانوفا مالين هيلغو                           |
| 9 يوليو  | بوخارست، رومانيا ملعب ترابي 15٬000 دولار قرعة المباريات الفردية والزوجية                           | جيورجيا كراتشون 7–5، 6–2                                    | آنا توراتي                               | ألكساندرا داماسكين دينيز-أنتونيلا ستويكا       | يوانا جاسبار إيرينا فيتيكو باربورا ميكلوفا أوجينيا جانجا                            |
| 9 يوليو  | بوخارست، رومانيا ملعب ترابي 15٬000 دولار قرعة المباريات الفردية والزوجية                           | سوميا أناني إلين جينوفيزي 6–4، 3–6، [10–2]                  | يوانا جاسبار كامليا هريستا               | ألكساندرا داماسكين دينيز-أنتونيلا ستويكا       | يوانا جاسبار إيرينا فيتيكو باربورا ميكلوفا أوجينيا جانجا                            |
| 9 يوليو  | بروكوبلي، صربيا ملعب ترابي 15٬000 دولار قرعة المباريات الفردية والزوجية                            | جابريلا بانتوتشوفا 6–3، 6–0                                 | ليا بوشكوفيتش                            | فيرونيكا إريافيتش بيتيا أرشينكوفا              | باربارا بونيتش فيكتوريا مورفايوفا إلينا ميلوفانوفيتش دراغينجا فوكوفيتش              |
| 9 يوليو  | بروكوبلي، صربيا ملعب ترابي 15٬000 دولار قرعة المباريات الفردية والزوجية                            | باربارا بونيتش يلينا ستويانوفيتش 6–2، 6–1                   | علا أبو ذكري جوانا زافادزكا              | فيرونيكا إريافيتش بيتيا أرشينكوفا              | باربارا بونيتش فيكتوريا مورفايوفا إلينا ميلوفانوفيتش دراغينجا فوكوفيتش              |
| 16 يوليو | كأس ITS أولوموتس، جمهورية التشيك ترابية $80،000+H فردي – زوجي                                      | فيونا فيرو 6–4، 6–4                                         | كارولينا موتشوفا                         | تيريزا مردجا جوليا جاتو مونتيكوني              | آنا زيا مايا خوالينسكا أنهيلينا كالينينا كاتيرينا كوزلوفا                           |
| 16 يوليو | كأس ITS أولوموتس، جمهورية التشيك ترابية $80،000+H فردي – زوجي                                      | بترا كرجسوفا جيسيكا ماليشكوفا 6–2، 6–1                      | لوسي هراديكا ميكايلا كرايتشيك            | تيريزا مردجا جوليا جاتو مونتيكوني              | آنا زيا مايا خوالينسكا أنهيلينا كالينينا كاتيرينا كوزلوفا                           |
| 16 يوليو | كأس الرئيس آستانا، كازاخستان صلبة $80،000 فردي – زوجي                                              | إيكاترين جورجودزي 6–4، 6–1                                  | سابينا شاريبوفا                          | فارفارا فلينك ماري بوزكوفا                     | ناتاليا كوستيتش أولغا دوروشينا أناستاسيا جاسانوفا يكاترينا ياشينا                   |
| 16 يوليو | كأس الرئيس آستانا، كازاخستان صلبة $80،000 فردي – زوجي                                              | بيرفو جنكيز آنا دانيلينا 3–6، 6–3، [10–7]                   | أكجول أمانمورادوف إيكاترين جورجودزي      | فارفارا فلينك ماري بوزكوفا                     | ناتاليا كوستيتش أولغا دوروشينا أناستاسيا جاسانوفا يكاترينا ياشينا                   |
| 16 يوليو | تحدي نادي بيركلي للتنس بيركلي، الولايات المتحدة صلبة $60،000 فردي – زوجي                           | صوفيا كينين 6–0، 6–4                                        | نيكول غيبس                               | ناو هيبينو آشلي كراتزير                        | مايو هيبي فرانشيسكا دي لورينزو كريستي آهن جيمي لويب                                 |
| 16 يوليو | تحدي نادي بيركلي للتنس بيركلي، الولايات المتحدة صلبة $60،000 فردي – زوجي                           | نيكول غيبس آسيا محمد 6–4، 6–1                               | إيلين بيريز سابرينا سانتاماريا           | ناو هيبينو آشلي كراتزير                        | مايو هيبي فرانشيسكا دي لورينزو كريستي آهن جيمي لويب                                 |
| 16 يوليو | Challenger de Gatineau غاتينو (كيبك)، كندا ملعب صلب $25،000 قرعة المباريات الفردية والزوجية        | أسترا شارما 3–6، 6–4، 6–3                                   | Victoria Rodríguez                       | جورجيا بريسيا أليشيا بارنيت                    | أرينا روديونوفا جوليا غلوشكو ماديسون إنغليس كاثرين سيبوف                            |
| 16 يوليو | Challenger de Gatineau غاتينو (كيبك)، كندا ملعب صلب $25،000 قرعة المباريات الفردية والزوجية        | بيانكا أندريسكو كارسن برانستين 4–6، 6–2، [10–4]             | هسو تشيه يو مارسيلا زكرياس               | جورجيا بريسيا أليشيا بارنيت                    | أرينا روديونوفا جوليا غلوشكو ماديسون إنغليس كاثرين سيبوف                            |
| 16 يوليو | دارمشتات، ألمانيا ملعب ترابي $25،000 قرعة المباريات الفردية والزوجية                               | أليونا بولسوفا زادوينوف 6–2، 6–1                            | كاتارينا كيرلاخ                          | إليزابيث هالباور رومي كولزر                    | إيفا بريمورايتش بيمرا أوزجن نينا بوتوشنيك ميلاني كلافنير                            |
| 16 يوليو | دارمشتات، ألمانيا ملعب ترابي $25،000 قرعة المباريات الفردية والزوجية                               | مارتينا كولمينا ديسبينا باباميتشايل 6–4، 3–6، [10–6]        | رومي كولزر أيميت أوزكاتيغي               | إليزابيث هالباور رومي كولزر                    | إيفا بريمورايتش بيمرا أوزجن نينا بوتوشنيك ميلاني كلافنير                            |
| 16 يوليو | إيمولا، إيطاليا سجاد $25،000 قرعة المباريات الفردية والزوجية                                       | ستيفانيا روبيني 2–0 مت                                      | شيرازاد رايكس                            | ليودميلا سامسونوفا لورا إيوانا أندري           | سارة بيث غري إليونورا مولينارو إيرين بوريلو إسكوريهويلا أليس توبيلو                 |
| 16 يوليو | إيمولا، إيطاليا سجاد $25،000 قرعة المباريات الفردية والزوجية                                       | فيديريكا دي ساررا غيورغيا ماركيتي 6–3، 6–1                  | كلوديا جيوفين مانكا بيسلاك               | ليودميلا سامسونوفا لورا إيوانا أندري           | سارة بيث غري إليونورا مولينارو إيرين بوريلو إسكوريهويلا أليس توبيلو                 |
| 16 يوليو | فيغيرا دا فوز، البرتغال ملعب صلب $25،000+H قرعة المباريات الفردية والزوجية                         | جيسيكا بونشيت 7–6(7–4)، 6–2                                 | إيفا غيريرو ألفاريز                      | فيكتوريا بوثيو إيرينا رامياليسون               | فاطمة النبهاني نوريا باريزاس دياز كريستينا بوكشا جوليا واتشازيك                     |
| 16 يوليو | فيغيرا دا فوز، البرتغال ملعب صلب $25،000+H قرعة المباريات الفردية والزوجية                         | إيفون كافالي رييمرز أندريا غاميز 6–2، 7–5                   | سفياطلانا بيرازينكا جيسيكا بونشي         | فيكتوريا بوثيو إيرينا رامياليسون               | فاطمة النبهاني نوريا باريزاس دياز كريستينا بوكشا جوليا واتشازيك                     |
| 16 يوليو | نونثابوري، تايلاند ملعب صلب $25،000 قرعة المباريات الفردية والزوجية                                | لي يا هسوان 6–1، 6–3                                        | تشانغ كيلين                              | ميو كاتو هيروكو كواتا                          | يوان يوي كايلاه مكفي روتوجا بسالي جانغ سو جونج                                      |
| 16 يوليو | نونثابوري، تايلاند ملعب صلب $25،000 قرعة المباريات الفردية والزوجية                                | روتوجا بسالي برانجالا يادلابالي 7–5، 6–2                    | تشين بي هسوان وو فانغ هسين               | ميو كاتو هيروكو كواتا                          | يوان يوي كايلاه مكفي روتوجا بسالي جانغ سو جونج                                      |
| 16 يوليو | فيينا، النمسا ملعب ترابي $15،000 قرعة المباريات الفردية والزوجية                                   | مارتا ليزنياتك 6–0، 6–3                                     | فرانسيسكا جونز                           | لينكا جريكوفا بيتينا بيركر                     | سابينا ماخلوفا فيرونيكا فلكوفسكا كاتيا ميلاش يانا جابلونوفسكا                       |
| 16 يوليو | فيينا، النمسا ملعب ترابي $15،000 قرعة المباريات الفردية والزوجية                                   | يانا جابلونوفسكا لينكا جريكوفا 1–6، 6–3، [10–4]             | سابينا ماخلوفا فيرونيكا فلكوفسكا         | لينكا جريكوفا بيتينا بيركر                     | سابينا ماخلوفا فيرونيكا فلكوفسكا كاتيا ميلاش يانا جابلونوفسكا                       |
| 16 يوليو | بروكسل، بلجيكا ملعب ترابي $15،000 قرعة المباريات الفردية والزوجية                                  | ميريام بيوركلاند 7–5، 6–1                                   | يوليويت ستور                             | إلييسا فانلانغندونك لارا سالدن                 | مارينا تشيرنيشوفا فانسيان ريمي ناستازيا بورنيت ماريان أرجيروكاستريتي                |
| 16 يوليو | بروكسل، بلجيكا ملعب ترابي $15،000 قرعة المباريات الفردية والزوجية                                  | لينا بوبنداهل سابرينا ريتبرجر 6–2، 6–2                      | لارا سالدن كميل سيركس                    | إلييسا فانلانغندونك لارا سالدن                 | مارينا تشيرنيشوفا فانسيان ريمي ناستازيا بورنيت ماريان أرجيروكاستريتي                |
| 16 يوليو | بارنو، إستونيا ملعب ترابي $15،000 قرعة المباريات الفردية والزوجية                                  | دانييلا فيسماني 4–6، 6–4، 6–2                               | أنجلينا زورافليفا                        | ميريل هودت كسينيا تاراسوفا                     | صوفيا دميتريفا ماريا زوتوفا مارجريتا إغناتجيفا إيلينا مالوينا                       |
| 16 يوليو | بارنو، إستونيا ملعب ترابي $15،000 قرعة المباريات الفردية والزوجية                                  | سارا أوراف كاترين سار 6–4، 6–2                              | أديلينا بارافي إيلينا فيخرينوفا          | ميريل هودت كسينيا تاراسوفا                     | صوفيا دميتريفا ماريا زوتوفا مارجريتا إغناتجيفا إيلينا مالوينا                       |
| 16 يوليو | ديجون، فرنسا ملعب صلب $15،000 قرعة المباريات الفردية والزوجية                                      | كاثرين فاهي 7–6(7–3)، 6–4                                   | ميكايلا بايرلوفا                         | إيمانويل سالاس تيفاني ويليام                   | بولين باييت ساندي مارتي أوليمب لانسيلوت تيفاني فيكيه                                |
| 16 يوليو | ديجون، فرنسا ملعب صلب $15،000 قرعة المباريات الفردية والزوجية                                      | إيميلين دارتون ميلين هاليماي 3–6، 7–6(7–1)، [10–5]          | كارولا باتريشيا بيجينارو يانا مورديرغر   | إيمانويل سالاس تيفاني ويليام                   | بولين باييت ساندي مارتي أوليمب لانسيلوت تيفاني فيكيه                                |
| 16 يوليو | باجا، هنغاريا ملعب ترابي $15،000 قرعة المباريات الفردية والزوجية                                   | داريا لوبيتسكا 6–1، 6–4                                     | كريستينا إيني                            | لارا ميشيل جوليا كيملمان                       | غابرييلا نيكول تاتاروس إيفانا توبجيتش تيميا جروشكوڤا فيكتوريا مورفايوفا             |
| 16 يوليو | باجا، هنغاريا ملعب ترابي $15،000 قرعة المباريات الفردية والزوجية                                   | سوميه أناني جوليا كيملمان 6–3، 6–2                          | إلينا-تيودورا كادار كريستينا إيني        | لارا ميشيل جوليا كيملمان                       | غابرييلا نيكول تاتاروس إيفانا توبجيتش تيميا جروشكوڤا فيكتوريا مورفايوفا             |
| 16 يوليو | جاكرتا، إندونيسيا ملعب صلب $15،000 قرعة المباريات الفردية والزوجية                                 | أريان هارتونو 6–4، 6–1                                      | ماهك جاين                                | زييل ديزاي ألدينا سوتجيادي                     | وو هو-تشينغ أياكا أوكونو كانيكا فايديا فيترياني ساباتيني                            |
| 16 يوليو | جاكرتا، إندونيسيا ملعب صلب $15،000 قرعة المباريات الفردية والزوجية                                 | أريان هارتونو ألدينا سوتجيادي 6–1، 6–2                      | مانا أيوكاوا زييل ديزاي                  | زييل ديزاي ألدينا سوتجيادي                     | وو هو-تشينغ أياكا أوكونو كانيكا فايديا فيترياني ساباتيني                            |
| 16 يوليو | دون بينيتو، إسبانيا سجاد $15،000 قرعة المباريات الفردية والزوجية                                   | ماريا خوسيه لوكي مورينو 7–5، 6–0                            | أولجا هيلمي                              | أولجا باريز أزكويا إستلا بيريز سوماريبا        | جوليا بايولا نوريا برانكاشيو أندريا لازارو غارسيا إيميلي أبلتون                     |
| 16 يوليو | دون بينيتو، إسبانيا سجاد $15،000 قرعة المباريات الفردية والزوجية                                   | مارينا باسولس ريبييرا إيرينا كانتوس سييميرس 6–1، 6–2        | نولييا بوزو زانوتي أنجيلا فيتا بولودا    | أولجا باريز أزكويا إستلا بيريز سوماريبا        | جوليا بايولا نوريا برانكاشيو أندريا لازارو غارسيا إيميلي أبلتون                     |
| 23 يوليو | Advantage Cars Prague Open براغ، جمهورية التشيك ملعب ترابي $80٬000 فردي – زوجي                     | ريتشل هوجينكامب 6–4، 6–2                                    | مارتينا دي جوزيبي                        | إيغا شفيونتيك تمارا كورباتش                    | منى بارثل كاترينا ستيوارت كارولينا موتشوفا إليتسا كوستوفا                           |
| 23 يوليو | Advantage Cars Prague Open براغ، جمهورية التشيك ملعب ترابي $80٬000 فردي – زوجي                     | كورنيليا ليستر نينا ستويانوفيتش 6–2، 2–6، [10–8]            | بيبيان ويجيرس كيمبرلي زيمرمان            | إيغا شفيونتيك تمارا كورباتش                    | منى بارثل كاترينا ستيوارت كارولينا موتشوفا إليتسا كوستوفا                           |
| 23 يوليو | Challenger de Granby غرانبي، كندا ملعب صلب $60٬000 فردي – زوجي                                     | جوليا غلوشكو 6–4، 6–3                                       | أرينا روديونوفا                          | كاثرين سيبوف بيانكا أندريسكو                   | ريبيكا مارينو أوسوي مايتان أركونادا إيلين بيريز أكيكو أومي                          |
| 23 يوليو | Challenger de Granby غرانبي، كندا ملعب صلب $60٬000 فردي – زوجي                                     | إيلين بيريز أرينا روديونوفا 7–5، 6–4                        | إريكا سما أيكو يوشيتومي                  | كاثرين سيبوف بيانكا أندريسكو                   | ريبيكا مارينو أوسوي مايتان أركونادا إيلين بيريز أكيكو أومي                          |
| 23 يوليو | برايدي إندستريز تينيس وومن كلاسيك أشلاند، الولايات المتحدة ملعب صلب $60،000 فردي – زوجي            | غيل برودسكي 4–6، 6–1، 6–0                                   | ميغان ماناسي                             | ميساكي دوي جوفانا ياكسيتش                      | كارولين دولهايد ساناز ماراند ريناتا زارازوا ناو هيبينو                              |
| 23 يوليو | برايدي إندستريز تينيس وومن كلاسيك أشلاند، الولايات المتحدة ملعب صلب $60،000 فردي – زوجي            | جوفانا ياكسيتش ريناتا زارازوا 6–3، 5–7، [10–4]              | ساناز ماراند ويتني أوسويجوي              | ميساكي دوي جوفانا ياكسيتش                      | كارولين دولهايد ساناز ماراند ريناتا زارازوا ناو هيبينو                              |
| 23 يوليو | هورب أم نيكار، ألمانيا ملعب ترابي $25،000 قرعة المباريات الفردية والزوجية                          | كاتارينا كيرلاخ 4–6، 6–3، 7–6(7–4)                          | كاتارزينا بيتر                           | جاكلين كريستيان بولينا ليكينا                  | ديانا مارسنكفيتشا كاثارينا هوبجارسكي هيلين شولسن كيارا شول                          |
| 23 يوليو | هورب أم نيكار، ألمانيا ملعب ترابي $25،000 قرعة المباريات الفردية والزوجية                          | أوانا جورجيتا سيميون غابرييلا تلابا 6–3، 6–0                | يانا يابلونوفسكا فيفيان يوهاسوفا         | جاكلين كريستيان بولينا ليكينا                  | ديانا مارسنكفيتشا كاثارينا هوبجارسكي هيلين شولسن كيارا شول                          |
| 23 يوليو | بايا، المجر ملعب ترابي $25،000 قرعة المباريات الفردية والزوجية                                     | باولا أورمايتشيا 6–3، 7–5                                   | نينا بوتوشنيك                            | ريكا لوكا جاني بانا أودفاردي                   | غايا سانيسي لينا جورشيسكا دلما جالفي كاتارزينا كاوا                                 |
| 23 يوليو | بايا، المجر ملعب ترابي $25،000 قرعة المباريات الفردية والزوجية                                     | ناتاليا كوستيتش باولا أورمايتشيا انسحاب                     | نيكوليتا داسكالو إيزابيلا شنيكوفا        | ريكا لوكا جاني بانا أودفاردي                   | غايا سانيسي لينا جورشيسكا دلما جالفي كاتارزينا كاوا                                 |
| 23 يوليو | بورتو، البرتغال ملعب ترابي $25،000 قرعة المباريات الفردية والزوجية                                 | كريستينا بوكشا 7–6(7–4)، 6–1                                | جيل تيخمان                               | أولغا سايز لارّا يلينا إن-ألبون                 | مارتينا كولمينا سارة بيث غري كويرين ليموين إينيس مورتا                              |
| 23 يوليو | بورتو، البرتغال ملعب ترابي $25،000 قرعة المباريات الفردية والزوجية                                 | مونتسيرات غونزاليس لورا بيجوسي 7–5، 6–0                     | كريستينا بوكشا رمو يودا                  | أولغا سايز لارّا يلينا إن-ألبون                 | مارتينا كولمينا سارة بيث غري كويرين ليموين إينيس مورتا                              |
| 23 يوليو | تامبيري المفتوحة تامبيري، فنلندا ملعب ترابي $15،000 قرعة المباريات الفردية والزوجية                | فرانشيسكا جونز 6–2، 7–6(7–2)                                | بويانا مارينكوفيتش                       | كاميلا جيانجريكو كامبيز أونا أوربانا           | بولينا باخموتكينا إلينا مالوغينا آنا أوكولوفا إيكاترينا شاليموفا                    |
| 23 يوليو | تامبيري المفتوحة تامبيري، فنلندا ملعب ترابي $15،000 قرعة المباريات الفردية والزوجية                | كاميلا جيانجريكو كامبيز بويانا مارينكوفيتش 1–6، 6–4، [10–7] | بولينا باخموتكينا إلينا مالوغينا         | كاميلا جيانجريكو كامبيز أونا أوربانا           | بولينا باخموتكينا إلينا مالوغينا آنا أوكولوفا إيكاترينا شاليموفا                    |
| 23 يوليو | ليس كونتامين-مونتجوي، فرنسا ملعب صلب $15،000 قرعة المباريات الفردية والزوجية                       | ماتيلد أرموتانو 1–6، 6–4، 6–3                               | بولين باييت                              | كاجسا رينالدو بيرسون جاستين بيسون              | لينيا مالمكفيست كارولين روميو إيفا ماري فوراسيك كارولا باتريشيا بيجينارو            |
| 23 يوليو | ليس كونتامين-مونتجوي، فرنسا ملعب صلب $15،000 قرعة المباريات الفردية والزوجية                       | كاثرين فاهي كيارا لومير 6–2، 3–6، [10–8]                    | لو أدلر ماتيلد أرموتانو                  | كاجسا رينالدو بيرسون جاستين بيسون              | لينيا مالمكفيست كارولين روميو إيفا ماري فوراسيك كارولا باتريشيا بيجينارو            |
| 23 يوليو | تلوي أوبن تلاوي، جورجيا ملعب ترابي $15،000 قرعة المباريات الفردية والزوجية                         | زوزيا كاردافا 6–2، 6–2                                      | فاسيليسا أبوناسينكو                      | أناستاسيا زولوتاريفا نونا كورغينيان            | مريم دالاكيشفلي داريا كوداشوفا زاني بارنارد تيا فابر                                |
| 23 يوليو | تلوي أوبن تلاوي، جورجيا ملعب ترابي $15،000 قرعة المباريات الفردية والزوجية                         | ناديزدا غورباتشكوفا جوليا هيلبيت 1–0، انسحاب                | إيبك أوز ميليس سيزر                      | أناستاسيا زولوتاريفا نونا كورغينيان            | مريم دالاكيشفلي داريا كوداشوفا زاني بارنارد تيا فابر                                |
| 23 يوليو | سكيو، إيطاليا ملعب ترابي $15،000 قرعة المباريات الفردية والزوجية                                   | ناستازيا بورنيت 6–1، 7–5                                    | بيانكا توراتي                            | إليونورا مولينارو فيديريكا براتي               | لوسيا مارزال مارتينيز كوستانزا ترافيريزي باولا كريستينا غونسالفيس مارتينا سبيراغيلي |
| 23 يوليو | سكيو، إيطاليا ملعب ترابي $15،000 قرعة المباريات الفردية والزوجية                                   | كوستانزا ترافيريزي أورورا زانتيديتشي 7–6(7–5)، 7–6(7–4)     | جيسيكا كريفيلليتو إليونورا مولينارو      | إليونورا مولينارو فيديريكا براتي               | لوسيا مارزال مارتينيز كوستانزا ترافيريزي باولا كريستينا غونسالفيس مارتينا سبيراغيلي |
| 23 يوليو | ساندفيورد، النرويج ملعب ترابي $15،000 قرعة المباريات الفردية والزوجية                              | مالينه هيلغو 6–3، 4–6، 6–3                                  | ليزا بونومار                             | لوسيا كورتيس لوركا يوكينا سايغو                | جوليا روسينكفيست ميريل هودت ستيفاني نيمتسوفا سيدني برلين                            |
| 23 يوليو | ساندفيورد، النرويج ملعب ترابي $15،000 قرعة المباريات الفردية والزوجية                              | أستريد وانجا برون أولسن مالينه هيلغو 6–1، 6–4               | نورا نيدميرس يوكينا سايغو                | لوسيا كورتيس لوركا يوكينا سايغو                | جوليا روسينكفيست ميريل هودت ستيفاني نيمتسوفا سيدني برلين                            |
| 23 يوليو | تايبيه، تايوان ملعب صلب $15،000 قرعة المباريات الفردية والزوجية                                    | وو هو-تشينغ 3–6، 5–4، انسحاب                                | لي بي-تشي                                | جيسيكا هو أوديس تشونغ                          | ميشيرو فورويا لي هوا تشن كيلا مافي إيفانا بوبوفيتش                                  |
| 23 يوليو | تايبيه، تايوان ملعب صلب $15،000 قرعة المباريات الفردية والزوجية                                    | جوانا غارلاند لي هوا تشن 6–1، 3–6، [10–1]                   | تشان تشين وي كوتومي تاكاهاتا             | جيسيكا هو أوديس تشونغ                          | ميشيرو فورويا لي هوا تشن كيلا مافي إيفانا بوبوفيتش                                  |
| 23 يوليو | إيفانسفيل، الولايات المتحدة ملعب صلب $15،000 قرعة المباريات الفردية والزوجية                       | إليسيا بولتون 6–3، 4–6، 6–3                                 | كوني ما                                  | باميلا مونتيز سافانا برودوس                    | فرانسيسكا فوسيناتو بيتون ستيرنز أليكسا غراهام نيلوكا مادوراوي                       |
| 23 يوليو | إيفانسفيل، الولايات المتحدة ملعب صلب $15،000 قرعة المباريات الفردية والزوجية                       | كوني ما جيانا بيليت 6–3، 7–5                                | ميغان كيلي بيانكا مولدوفان               | باميلا مونتيز سافانا برودوس                    | فرانسيسكا فوسيناتو بيتون ستيرنز أليكسا غراهام نيلوكا مادوراوي                       |
| 30 يوليو | ليكسينغتون تشالنجر ليكسينغتون، الولايات المتحدة ملعب صلب $60،000 فردي – زوجي                       | آسيا محمد 7–5، 6–1                                          | آن لي                                    | كوين جليسون جيسيكا بيجلا                       | جيسيكا بونشيه ماري بوزكوفا كاتي دان أناستاسيا نيفيدوفا                              |
| 30 يوليو | ليكسينغتون تشالنجر ليكسينغتون، الولايات المتحدة ملعب صلب $60،000 فردي – زوجي                       | هايلي كارتر إينا شيبهارا 6–3، 6–1                           | ساناز ماند فيكتوريا رودريغيز             | كوين جليسون جيسيكا بيجلا                       | جيسيكا بونشيه ماري بوزكوفا كاتي دان أناستاسيا نيفيدوفا                              |
| 30 يوليو | باد زاولغاو، ألمانيا ملعب ترابي $25،000+H قرعة المباريات الفردية والزوجية                          | لورا سيجموند 6–4، 6–2                                       | ألكسندرا كادانتو                         | أولغا يانتشوك باربارا هاس                      | مارينا ميلنيكوفا بيبيان ويجيرس كاتارينا كيرلاخ كارولينا ألفيس                       |
| 30 يوليو | باد زاولغاو، ألمانيا ملعب ترابي $25،000+H قرعة المباريات الفردية والزوجية                          | ألبينا خابيبولينا هلين شولسن 6–2، 6–4                       | ليا بوشكوفيتش كيارا شول                  | أولغا يانتشوك باربارا هاس                      | مارينا ميلنيكوفا بيبيان ويجيرس كاتارينا كيرلاخ كارولينا ألفيس                       |
| 30 يوليو | بطولة كاستيلا و ليون المفتوحة إل إسبينار، إسبانيا ملعب صلب $25،000 قرعة المباريات الفردية والزوجية | ليودميلا سامسونوفا 6–2، 6–0                                 | باشاك إرايدن                             | إيفون كافالي رايمرس أندريا لازارو غارسيا       | باولا بادوسا جيبرت إيفا غيريرو ألفاريز كريستينا بوكشا تيساه أندريانجافيتريمو        |
| 30 يوليو | بطولة كاستيلا و ليون المفتوحة إل إسبينار، إسبانيا ملعب صلب $25،000 قرعة المباريات الفردية والزوجية | مارينا باسولس ريبيرا أولغا باريس أزكويتا 7–5، 6–4           | تمارا تشروفيتش باشاك إرايدن              | إيفون كافالي رايمرس أندريا لازارو غارسيا       | باولا بادوسا جيبرت إيفا غيريرو ألفاريز كريستينا بوكشا تيساه أندريانجافيتريمو        |
| 30 يوليو | GB Pro-Series Foxhills ووكينغ، المملكة المتحدة ملعب صلب $25،000 قرعة المباريات الفردية والزوجية    | تيريزا سميتكوفا 6–7(5–7)، 7–5، 6–4                          | إيفانا جوروفيتش                          | أندريا روشا فالنتيني جراماتيكوبولو             | بيمرا أوزجن فريا كريستي ليسلي كيركوف جوليا جاتو مونتيكوني                           |
| 30 يوليو | GB Pro-Series Foxhills ووكينغ، المملكة المتحدة ملعب صلب $25،000 قرعة المباريات الفردية والزوجية    | دلما جالفي فالنتيني جراماتيكوبولو 6–0، 4–6، [11–9]          | إميلي أربوثنوت آنا دانيلينا              | أندريا روشا فالنتيني جراماتيكوبولو             | بيمرا أوزجن فريا كريستي ليسلي كيركوف جوليا جاتو مونتيكوني                           |
| 30 يوليو | فورت وورث، الولايات المتحدة ملعب صلب $25،000 قرعة المباريات الفردية والزوجية                       | ماريا ماتيس 6–3، 7–5                                        | روبن أندرسون                             | بيج ماري هوريجان دومينيك شيفر                  | كيلي تشين مارسيلا زكرياس أليكسيا غراهام ريهاين نيوبورن                              |
| 30 يوليو | فورت وورث، الولايات المتحدة ملعب صلب $25،000 قرعة المباريات الفردية والزوجية                       | هسو تشيه يو مارسيلا زكرياس 3–6، 7–6(8–6)، [10–6]            | أياكا أوكونو أوليفيا تجاندراموليا        | بيج ماري هوريجان دومينيك شيفر                  | كيلي تشين مارسيلا زكرياس أليكسيا غراهام ريهاين نيوبورن                              |
| 30 يوليو | سافيتايبال، فنلندا ملعب ترابي $15،000 قرعة المباريات الفردية والزوجية                              | ألكساندرا داماشين 2–6، 6–2، 6–0                             | ميلاني كلافنير                           | أنجلينا زورافليفا مالين هيليغو                 | أكسانا مارين فينلا آهتي داريا كوتشر ميريل هودت                                      |
| 30 يوليو | سافيتايبال، فنلندا ملعب ترابي $15،000 قرعة المباريات الفردية والزوجية                              | بولينا باخموكتينا يلينا مالوجينا 6–4، 1–6، [10–5]           | أستريد وانجا برون أولسن مالين هيليغو     | أنجلينا زورافليفا مالين هيليغو                 | أكسانا مارين فينلا آهتي داريا كوتشر ميريل هودت                                      |
| 30 يوليو | دبلن، أيرلندا Carpet $15،000 قرعة المباريات الفردية والزوجية                                       | إميلي أبلتون 6–4، 6–3                                       | ساشا هيل                                 | جولي بيرن أليس روب                             | إيمي بوتل ليزا بونومار تيفاني وليام ليني أيضا مالمكفيست                             |
| 30 يوليو | دبلن، أيرلندا Carpet $15،000 قرعة المباريات الفردية والزوجية                                       | كارولا باتريشيا بيجينارو جوليا كيملمان 6–3، 2–6، [10–7]     | إميلي أبلتون ليزا بونومار                | جولي بيرن أليس روب                             | إيمي بوتل ليزا بونومار تيفاني وليام ليني أيضا مالمكفيست                             |
| 30 يوليو | بييلا، إيطاليا ملعب ترابي $15،000 قرعة المباريات الفردية والزوجية                                  | بيانكا توراتي 6–3، 6–4                                      | ناستازيا بورنيت                          | كلوديا جيوفين دليلة سبيريتي                    | جاستين بيسون فيرينا هوفر ميهاييلا جاكوفيتش نولييا بوزو زانوتي                       |
| 30 يوليو | بييلا، إيطاليا ملعب ترابي $15،000 قرعة المباريات الفردية والزوجية                                  | كوستانزا ترافيرسي أورورا زانتدسكي 6–2، 6–3                  | سفيتلانا بيراژينكا دليلة سبيريتي         | كلوديا جيوفين دليلة سبيريتي                    | جاستين بيسون فيرينا هوفر ميهاييلا جاكوفيتش نولييا بوزو زانوتي                       |
| 30 يوليو | قازان، روسيا ملعب ترابي $15،000 قرعة المباريات الفردية والزوجية                                    | داريا ميشينا 6–3، 6–1                                       | فاليريا يوشتشينكو                        | ماريا تيموفيفا كاترينا فيشنفسكيا               | ألينا فومينا أناستاسيا سوكوتينا ماريا تيتوفا كاترينا كازيونوفا                      |
| 30 يوليو | قازان، روسيا ملعب ترابي $15،000 قرعة المباريات الفردية والزوجية                                    | ماريا كروبنينا أناستاسيا تيخونوفا 4–6، 6–3، [10–8]          | داريا ميشينا نويل سايدينوفا              | ماريا تيموفيفا كاترينا فيشنفسكيا               | ألينا فومينا أناستاسيا سوكوتينا ماريا تيتوفا كاترينا كازيونوفا                      |

### أغسطس
| الأسبوع  | البطولة                                                                                             | الفائزات                                                   | الوصيفات                                  | المتأهلات لنصف النهائي                 | المتأهلات لربع النهائي                                                              |
| -------- | --------------------------------------------------------------------------------------------------- | ---------------------------------------------------------- | ----------------------------------------- | -------------------------------------- | ----------------------------------------------------------------------------------- |
| 6 أغسطس  | بطولة جينان الدولية جينان، الصين ملعب صلب $60،000 المباريات: الفردية – الزوجية                      | تشو لين 6–4، 6–1                                           | وانغ يافان                                | لوكسيكا كومخوم زون فانغيينغ            | جانغ سو جونج ماي مينويوشي يو إكسياودي أنكيتا راينا                                  |
| 6 أغسطس  | بطولة جينان الدولية جينان، الصين ملعب صلب $60،000 المباريات: الفردية – الزوجية                      | وانغ شينيو يو إكسياودي 6–3، 6–7(5–7)، [10–2]               | هسيه شو-يينغ لو جينغجينغ                  | لوكسيكا كومخوم زون فانغيينغ            | جانغ سو جونج ماي مينويوشي يو إكسياودي أنكيتا راينا                                  |
| 6 أغسطس  | بطولة السيدات هشينغن هشينغن، ألمانيا ملعب ترابي $60،000 المباريات: الفردية – الزوجية                | إيكاترين جورجودزي 6–2، 6–1                                 | لورا سيجموند                              | آنا زيا تمارا كورباتش                  | كاثرينا هوغباسكي فارفارا فلينك لينا روفر جوليا جربهر                                |
| 6 أغسطس  | بطولة السيدات هشينغن هشينغن، ألمانيا ملعب ترابي $60،000 المباريات: الفردية – الزوجية                | بولينا مونوفا شانتال شكاملوفا 6–4، 6–3                     | كسينيا ألكان صوفيا شاباتافا               | آنا زيا تمارا كورباتش                  | كاثرينا هوغباسكي فارفارا فلينك لينا روفر جوليا جربهر                                |
| 6 أغسطس  | كويسر جيويلرز تشالنجر للتنس لانديسفيل، الولايات المتحدة ملعب صلب $60،000 الفردي – الزوجي            | ماديسون برينجل 6–4، 1–0، انسحاب                            | كريستي آهن                                | بريسكيلا هون جيسيكا بيجلا              | أنهيلينا كالينينا آن لي غيل برودسكي كيمبرلي بيريل                                   |
| 6 أغسطس  | كويسر جيويلرز تشالنجر للتنس لانديسفيل، الولايات المتحدة ملعب صلب $60،000 الفردي – الزوجي            | إيلين بيريز أرينا روديونوفا 6–0، 6–2                       | تشين بي هسوان وو فانغ هسيان               | بريسكيلا هون جيسيكا بيجلا              | أنهيلينا كالينينا آن لي غيل برودسكي كيمبرلي بيريل                                   |
| 6 أغسطس  | كوكسايد، بلجيكا ملعب ترابي $25،000 قرعة المباريات الفردية والزوجية                                  | ريتشل هوجينكامب 6–4، 6–1                                   | مريام كولودجييفا                          | ماري بينوا آنا بوندار                  | فاليريا ستراكوفا لوكريتسيا ستيفانيني ليودميلا سامسونوفا إليونورا مولينارو           |
| 6 أغسطس  | كوكسايد، بلجيكا ملعب ترابي $25،000 قرعة المباريات الفردية والزوجية                                  | آنا بوندار رالوك شيربان 6–3، 6–0                           | ديا هردجلاش تيريزا ميهاليكوفا             | ماري بينوا آنا بوندار                  | فاليريا ستراكوفا لوكريتسيا ستيفانيني ليودميلا سامسونوفا إليونورا مولينارو           |
| 6 أغسطس  | وارسو، بولندا ملعب ترابي $25،000 قرعة المباريات الفردية والزوجية                                    | أولجا يانتشوك 6–3، 4–6، 6–3                                | فيكتوريا بوثيو                            | مايا شوالينسكا كاتارزينا كاوا          | ناتاليا كوستيتش غانا بوزنيخيرينكو بولينا ليكينا جوليا ستاماتوفا                     |
| 6 أغسطس  | وارسو، بولندا ملعب ترابي $25،000 قرعة المباريات الفردية والزوجية                                    | مايا شوالينسكا داريا كوتزر 3–6، 7–6(7–5)، [10–1]           | مارتينا كوبكا ستيفانيا روغوزينسكا تجيك    | مايا شوالينسكا كاتارزينا كاوا          | ناتاليا كوستيتش غانا بوزنيخيرينكو بولينا ليكينا جوليا ستاماتوفا                     |
| 6 أغسطس  | لاس بالماس دي غران كناريا، إسبانيا ملعب ترابي $25،000 قرعة المباريات الفردية والزوجية               | باشاك إرايدن 6–4، 6–3                                      | غيومار مارستاني                           | إيريني بوريّو إسكوريهويللا فيكتوريا كان | يانا سيزيكوفا ايبك سويلو إيفون كافالي ريميرز كلوي باكيوت                            |
| 6 أغسطس  | لاس بالماس دي غران كناريا، إسبانيا ملعب ترابي $25،000 قرعة المباريات الفردية والزوجية               | ألريكك إيكري يانا سيزيكوفا 6–2، 6–4                        | باشاك إرايدن ايبك سويلو                   | إيريني بوريّو إسكوريهويللا فيكتوريا كان | يانا سيزيكوفا ايبك سويلو إيفون كافالي ريميرز كلوي باكيوت                            |
| 6 أغسطس  | نونثابوري، تايلاند ملعب صلب $25،000 قرعة المباريات الفردية والزوجية                                 | وانغ شي يو 6–3، 7–5                                        | باربورا شتيفكوفا                          | برانجالا يادلابالي جونري ناميجاتا      | لي يا-هسوان كيم دا-بين زوزانا زلوخوفا كايلا مكفي                                    |
| 6 أغسطس  | نونثابوري، تايلاند ملعب صلب $25،000 قرعة المباريات الفردية والزوجية                                 | روتوجا بسالي برانجالا يادلابالي 2–6، 6–0، [10–6]           | نايكثا بينز باربورا شتيفكوفا              | برانجالا يادلابالي جونري ناميجاتا      | لي يا-هسوان كيم دا-بين زوزانا زلوخوفا كايلا مكفي                                    |
| 6 أغسطس  | تشيسوك، المملكة المتحدة ملعب صلب $25،000 قرعة المباريات الفردية والزوجية                            | فيتاليا دياتشينكو 1–6، 5–7                                 | فالنتيني جراماتيكوبولو                    | إيفانا جوروفيتش سامانثا موراي          | جودي آنا بوراج لوسيا برونزيتي ليزلي كيركهويف بيمرا أوزجن                            |
| 6 أغسطس  | تشيسوك، المملكة المتحدة ملعب صلب $25،000 قرعة المباريات الفردية والزوجية                            | فريا كريستي سامانثا موراي 6–3، 5–7، [8–10]                 | سارة بيث غري أوليفيا نيكولز               | إيفانا جوروفيتش سامانثا موراي          | جودي آنا بوراج لوسيا برونزيتي ليزلي كيركهويف بيمرا أوزجن                            |
| 6 أغسطس  | غواياكيل، الإكوادور ملعب ترابي $15،000 قرعة المباريات الفردية والزوجية                              | فرناندا بريتو 5–7، 4–6                                     | غابرييلا سي                               | أكيلا جيمس صوفيا لوني                  | جوليانا فاليرو فيونا كودينو رافييل لاكاس باربرا غاتيكا                              |
| 6 أغسطس  | غواياكيل، الإكوادور ملعب ترابي $15،000 قرعة المباريات الفردية والزوجية                              | فرناندا بريتو صوفيا لوني 1–6، 0–6                          | باربرا غاتيكا ريبيكا بيريرا               | أكيلا جيمس صوفيا لوني                  | جوليانا فاليرو فيونا كودينو رافييل لاكاس باربرا غاتيكا                              |
| 6 أغسطس  | سانتا تكلا، السلفادور ملعب صلب $15،000 قرعة المباريات الفردية والزوجية                              | فلاديكا بابيتش 6–7(6–8)، 4–6                               | باميلا مونتيز                             | أنستاسيا شاولسكايا مونيكا روبنسون      | ناستجا كولار كريستين-أندريا ويدون أندريا رينيه فيلاريل ماريا غابرييلا ريفيرا كورادو |
| 6 أغسطس  | سانتا تكلا، السلفادور ملعب صلب $15،000 قرعة المباريات الفردية والزوجية                              | ستيفاني نيمتسوفا أندريا رينيه فيلاريل 1–6، 6–7(4–7)        | فلاديكا بابيتش مونيكا روبنسون             | أنستاسيا شاولسكايا مونيكا روبنسون      | ناستجا كولار كريستين-أندريا ويدون أندريا رينيه فيلاريل ماريا غابرييلا ريفيرا كورادو |
| 6 أغسطس  | سيزي، إيطاليا ملعب ترابي $15،000 قرعة المباريات الفردية والزوجية                                    | بيانكا توراتي 6–2، 6–1                                     | ناستازيا بورنيت                           | ألبا كارييو مارين فيرينا هوفر          | نويليا بوزو زانوتي كيارا لومر آنا توراتي داليلا سبتييري                             |
| 6 أغسطس  | سيزي، إيطاليا ملعب ترابي $15،000 قرعة المباريات الفردية والزوجية                                    | نويليا بوزو زانوتي أنخيلا فيتا بولودا 6–3، 6–1             | كوستانزا ترافيرسي أورورا زانتيديسكي       | ألبا كارييو مارين فيرينا هوفر          | نويليا بوزو زانوتي كيارا لومر آنا توراتي داليلا سبتييري                             |
| 6 أغسطس  | Arad، رومانيا ملعب ترابي $15،000 قرعة المباريات الفردية والزوجية                                    | نفيسة بيربيروفيتش 6–3، 0–6، 6–4                            | أندريا ميتو                               | أليكسا بيروك فاسيليكي كارفوني          | ألكسندرا داماشين إيوانا لوريدانا روسكا كريستينا إيني جورجيا كريتشيون                |
| 6 أغسطس  | Arad، رومانيا ملعب ترابي $15،000 قرعة المباريات الفردية والزوجية                                    | كريستينا إيني إيوانا لوريدانا روسكا 6–3، 6–4               | إيوانا جاسبار كاميليا هريستيا             | أليكسا بيروك فاسيليكي كارفوني          | ألكسندرا داماشين إيوانا لوريدانا روسكا كريستينا إيني جورجيا كريتشيون                |
| 6 أغسطس  | كازان، روسيا ملعب ترابي $15،000 قرعة المباريات الفردية والزوجية                                     | داريا ميشينا 6–1، 6–2                                      | إيكاترينا كازيونوفا                       | ماريا تيموفييفا ديانا ديميدوفا         | أناستاسيا زاخاروفا بولينا كوديرميتوفا ماريا تيتوفا أناستاسيا تيخونوفا               |
| 6 أغسطس  | كازان، روسيا ملعب ترابي $15،000 قرعة المباريات الفردية والزوجية                                     | ألينا فومينا داريا كروشوفا 6–2، 6–1                        | آنا ياكوفليفا جيولنارا نزاروفا            | ماريا تيموفييفا ديانا ديميدوفا         | أناستاسيا زاخاروفا بولينا كوديرميتوفا ماريا تيتوفا أناستاسيا تيخونوفا               |
| 13 أغسطس | بطولة فانكوفر المفتوحة فانكوفر، كندا ملعب صلب 100٬000 دولار فردي – زوجي                             | ميساكي دوي 7–6(7–4)، 1–6، 4–6                              | هيذر واتسون                               | ناو هيبينو مارتينا تريفيسان            | أوجيني بوشار كاتي بولتر ألكسندرا دولغيرو ريبيكا مارينو                              |
| 13 أغسطس | بطولة فانكوفر المفتوحة فانكوفر، كندا ملعب صلب 100٬000 دولار فردي – زوجي                             | ديسيرا كراويك جوليانا أولموس 2–6، 5–7                      | كاتيرينا كوزلوفا أرانتشا روس              | ناو هيبينو مارتينا تريفيسان            | أوجيني بوشار كاتي بولتر ألكسندرا دولغيرو ريبيكا مارينو                              |
| 13 أغسطس | غوييانغ، الصين ملعب صلب 25٬000 دولار قرعة المباريات الفردية والزوجية                                | أناستاسيا جاسانوفا 3–6، 4–6                                | جوفانا جاكشيتش                            | وانغ مييلينغ لو جياشي                  | يوان يوي Liu Chang تشانغ كيلين شون فانغيينغ                                         |
| 13 أغسطس | غوييانغ، الصين ملعب صلب 25٬000 دولار قرعة المباريات الفردية والزوجية                                | كانغ جياشي شون فانغيينغ 6–3، 5–7، [6–10]                   | تشين جياهوي يوان يوي                      | وانغ مييلينغ لو جياشي                  | يوان يوي Liu Chang تشانغ كيلين شون فانغيينغ                                         |
| 13 أغسطس | لايبزيغ، ألمانيا ملعب ترابي 25٬000 دولار قرعة المباريات الفردية والزوجية                            | فارفارا فلينك 6–3، 6–2                                     | جوليا جربير                               | فاليريا ستراخوفا باربارا هاس           | يوهانا ماركوفا أناستاسيا زاريتشكا ميريام كولودزيجوفا إيزابيلا شنيكوفا               |
| 13 أغسطس | لايبزيغ، ألمانيا ملعب ترابي 25٬000 دولار قرعة المباريات الفردية والزوجية                            | كريستينا دينو غانا بوزنيخيرينكو 4–6، 6–0، [10–5]           | بترا كرجسوفا جيسيكا ماليكوفا              | فاليريا ستراخوفا باربارا هاس           | يوهانا ماركوفا أناستاسيا زاريتشكا ميريام كولودزيجوفا إيزابيلا شنيكوفا               |
| 13 أغسطس | لاس بالماس، إسبانيا ملعب ترابي 25٬000 دولار قرعة المباريات الفردية والزوجية                         | باشاك إرايدن 6–2، 6–1                                      | كلوي باكيوت                               | كيمبرلي زيمرمان ألريكك إيكري           | أولغا سايز لارا مارتينا كولميجنا كاثارينا هوبغارسكي كيرين ليموين                    |
| 13 أغسطس | لاس بالماس، إسبانيا ملعب ترابي 25٬000 دولار قرعة المباريات الفردية والزوجية                         | كيرين ليموين إيفا واكانو 7–6(8–6)، 6–1                     | إيميلي آربوثنوت ميريام بيوركلاند          | كيمبرلي زيمرمان ألريكك إيكري           | أولغا سايز لارا مارتينا كولميجنا كاثارينا هوبغارسكي كيرين ليموين                    |
| 13 أغسطس | نونتابوري، تايلاند ملعب صلب 25٬000 دولار قرعة المباريات الفردية والزوجية                            | وانغ شينيو 6–1، 4–6، 6–1                                   | وانغ شي يو                                | باربورا شتيفكوفا باتشارين شيبشانديج    | هارونا أراكاوا نايكثا بينز روتوجا بسالي بونين كوفابيتوكتيد                          |
| 13 أغسطس | نونتابوري، تايلاند ملعب صلب 25٬000 دولار قرعة المباريات الفردية والزوجية                            | وانغ شينيو وانغ شي يو 7–5، 5–7، [10–4]                     | ديستاني أيافا نايكثا بينز                 | باربورا شتيفكوفا باتشارين شيبشانديج    | هارونا أراكاوا نايكثا بينز روتوجا بسالي بونين كوفابيتوكتيد                          |
| 13 أغسطس | غواياكيل، الإكوادور ملعب ترابي 15٬000 دولار قرعة المباريات الفردية والزوجية                         | فرناندا بريتو 6–2، 6–2                                     | باربرا غاتيكا                             | غابرييلا سي أنيس ديفوس                 | باميلا وو أناستاسيا شايلسكايا جوليانا فاليرو أناستاسيا ريمخن                        |
| 13 أغسطس | غواياكيل، الإكوادور ملعب ترابي 15٬000 دولار قرعة المباريات الفردية والزوجية                         | فرناندا بريتو صوفيا ليني 7–6(7–5)، 6–3                     | مارتينا كابورو تابوردا كاميلا روميرو      | غابرييلا سي أنيس ديفوس                 | باميلا وو أناستاسيا شايلسكايا جوليانا فاليرو أناستاسيا ريمخن                        |
| 13 أغسطس | بطولة إنترناشونال كونيو كونية (إيطاليا)، إيطاليا ملعب ترابي $15،000 قرعة المباريات الفردية والزوجية | باولا كريستينا غونسالفيس 6–4، 6–2                          | بيانكا توراتي                             | كارولين روميو دليلا سبيريتي            | ألبا كراييو مارين لارا ميشيل آنا توراتي فيرينا ميليس                                |
| 13 أغسطس | بطولة إنترناشونال كونيو كونية (إيطاليا)، إيطاليا ملعب ترابي $15،000 قرعة المباريات الفردية والزوجية | إيزابيلا تشيركيز زادي أورورا زانتيديسكي 6–3، 6–1           | جيسيكا بيرتولدو كارلوتا ريبا              | كارولين روميو دليلا سبيريتي            | ألبا كراييو مارين لارا ميشيل آنا توراتي فيرينا ميليس                                |
| 13 أغسطس | أولدنزال، هولندا ملعب ترابي $15،000 قرعة المباريات الفردية والزوجية                                 | غريت مينين 6–2، 6–2                                        | أريان هارتونو                             | تايسيا موردرغر إليسا فانلانجندونك      | ستيفاني فيشر لارا سالدن ليندا بوبندال كلوديا هوست فيرير                             |
| 13 أغسطس | أولدنزال، هولندا ملعب ترابي $15،000 قرعة المباريات الفردية والزوجية                                 | أنيك ملجرز إيفا فيدر 3–6، 6–2، [11–9]                      | دومينيك كارجات إليسا فانلانجندونك         | تايسيا موردرغر إليسا فانلانجندونك      | ستيفاني فيشر لارا سالدن ليندا بوبندال كلوديا هوست فيرير                             |
| 13 أغسطس | موسكو، روسيا ملعب ترابي $15،000 قرعة المباريات الفردية والزوجية                                     | أناستاسيا كوماردينا 6–4، 6–1                               | فلادا كوفال                               | داريا لوديكوفا داريا ميشينا            | جيولنارا نازاروفا أنجلينا زورافليفا كاميلا راخيموفا يكاتيرينا كازيونوفا             |
| 13 أغسطس | موسكو، روسيا ملعب ترابي $15،000 قرعة المباريات الفردية والزوجية                                     | أناستازيا فرولوفا آنا مورجينا 6–3، 6–4                     | أناستاسيا خاريتونوفا داريا نازاركينا      | داريا لوديكوفا داريا ميشينا            | جيولنارا نازاروفا أنجلينا زورافليفا كاميلا راخيموفا يكاتيرينا كازيونوفا             |
| 13 أغسطس | غيمتشون، كوريا الجنوبية ملعب صلب $15،000 قرعة المباريات الفردية والزوجية                            | إميلي آبلتون 6–4، 3–6، 6–2                                 | آن يو-جين                                 | جوانا جارلاند بارك سانغ-هي             | كيم سي-هيون هونج سيونغ يون لي سي-جين باي دو-هي                                      |
| 13 أغسطس | غيمتشون، كوريا الجنوبية ملعب صلب $15،000 قرعة المباريات الفردية والزوجية                            | جونغ سو-هي كيم مي-أوك 6–7(5–7)، 7–6(7–5)، [14–12]          | إميلي آبلتون جوانا جارلاند                | جوانا جارلاند بارك سانغ-هي             | كيم سي-هيون هونج سيونغ يون لي سي-جين باي دو-هي                                      |
| 20 أغسطس | براونشفايغ (مدينة)، ألمانيا ملعب ترابي $25،000 قرعة المباريات الفردية والزوجية                      | أناستاسيا زاريتسكا 6–1، 6–3                                | جولي نيمير                                | غريتا أرن جيسيكا ماليشكوفا             | كريستينا كوكوفا أولغا سايز لارا فيفيان هايسن تيليانا بيريرا                         |
| 20 أغسطس | براونشفايغ (مدينة)، ألمانيا ملعب ترابي $25،000 قرعة المباريات الفردية والزوجية                      | جوليا فاكشاك أناستاسيا زاريتسكا 6–4، 3–6، [11–9]           | كورنيليا ليستر ديانا مارسنكفيتشا          | غريتا أرن جيسيكا ماليشكوفا             | كريستينا كوكوفا أولغا سايز لارا فيفيان هايسن تيليانا بيريرا                         |
| 20 أغسطس | تسوكوبا، اليابان ملعب صلب $25،000 قرعة المباريات الفردية والزوجية                                   | وانغ شي يو 3–6، 7–5، 7–5                                   | تشانغ كيلين                               | ناجي هاناتاني موموكو كوبوري            | إريكا سما مانا أيوكاوا نايكثا بينز شيهيرو موراماتسو                                 |
| 20 أغسطس | تسوكوبا، اليابان ملعب صلب $25،000 قرعة المباريات الفردية والزوجية                                   | أكيكو أوميا يو إكسياودي 6–0، 7–6(7–4)                      | نايكثا بينز هيروكو كواتا                  | ناجي هاناتاني موموكو كوبوري            | إريكا سما مانا أيوكاوا نايكثا بينز شيهيرو موراماتسو                                 |
| 20 أغسطس | وانفرسيه-باليت، بلجيكا ملعب ترابي $15،000 قرعة المباريات الفردية والزوجية                           | لارا سالدن 0–6، 3–6                                        | لوسي وارنييه                              | سينجا كراوس كارولين روميو              | جولي جيرفيه داريا كوتشر يوكينا سايغو آنا ريموندينا                                  |
| 20 أغسطس | وانفرسيه-باليت، بلجيكا ملعب ترابي $15،000 قرعة المباريات الفردية والزوجية                           | لارا سالدن كميل سيريه 2–6، 3–6                             | ميكايلا بويف كاثرين شانترين               | سينجا كراوس كارولين روميو              | جولي جيرفيه داريا كوتشر يوكينا سايغو آنا ريموندينا                                  |
| 20 أغسطس | بودابست، المجر ملعب ترابي $15،000 قرعة المباريات الفردية والزوجية                                   | جابرييلا بانتوتشكوفا 3–6، 0–3 انسحاب.                      | ماغدالينا بانتوتشكوفا                     | أوانا جورجيتا سيميون دانييلا فيسماني   | فيرونيكا إرجايفيتش ماريا مارفوتينا ألكساندرينا نايدينوفا أغنيس بوكتا                |
| 20 أغسطس | بودابست، المجر ملعب ترابي $15،000 قرعة المباريات الفردية والزوجية                                   | بيترا يانوسكوفا دانييلا فيسماني 5–7، 6–3، [9–11]           | كلارا هايكوفا أنيتا لابوتكوفا             | أوانا جورجيتا سيميون دانييلا فيسماني   | فيرونيكا إرجايفيتش ماريا مارفوتينا ألكساندرينا نايدينوفا أغنيس بوكتا                |
| 20 أغسطس | روتردام، هولندا ملعب ترابي $15،000 قرعة المباريات الفردية والزوجية                                  | مارينا باسولس ريبيرا 5–7، 2–6                              | سفيتلانا بيرازينكا                        | ناتاليا سيدليسكا ميريل هودت            | لو أدلر تاييسيا مورديرغر ديانا شوموفا كلوديا هوست فيرير                             |
| 20 أغسطس | روتردام، هولندا ملعب ترابي $15،000 قرعة المباريات الفردية والزوجية                                  | سوزان لامنس سفياتلانا بيراژينكا 6–3، 4–6، [10–5]           | دوي ديكمان إيزابيل هافيرلاج               | ناتاليا سيدليسكا ميريل هودت            | لو أدلر تاييسيا مورديرغر ديانا شوموفا كلوديا هوست فيرير                             |
| 20 أغسطس | لامباريه، باراغواي، Paraguay ملعب ترابي $15،000 قرعة المباريات الفردية والزوجية                     | فرناندا بريتو 6–3، 1–6، 6–4                                | جاسمين أورتنزي                            | غابرييلا سي كاميلا جيانجريكو كامبيز    | أوجينيا جانجا كيرستن-أندريا ويدون إدواردا بياي كارلا لوسيرو                         |
| 20 أغسطس | لامباريه، باراغواي، Paraguay ملعب ترابي $15،000 قرعة المباريات الفردية والزوجية                     | فرناندا بريتو كاميلا جيانجريكو كامبيز 6–4، 4–6، [10–3]     | باربرا جاتيكا ريبيكا بيريرا               | غابرييلا سي كاميلا جيانجريكو كامبيز    | أوجينيا جانجا كيرستن-أندريا ويدون إدواردا بياي كارلا لوسيرو                         |
| 20 أغسطس | بوخارست، رومانيا ملعب ترابي $15،000 قرعة المباريات الفردية والزوجية                                 | كريستينا إيني 6–4، 1–6، 6–1                                | ألكساندرا داماشين                         | إيوانا غاسبار سيلما شتيفانيا كادار     | إيرينا فيتيكاو أندريا غيتسيسكو نيكول ناديل أناستازيا فدوفينكو                       |
| 20 أغسطس | بوخارست، رومانيا ملعب ترابي $15،000 قرعة المباريات الفردية والزوجية                                 | آنا سيسكوفا ناتالي سوك 7–5، 6–4                            | كريستينا أداميسكو أندريا غيتسيسكو         | إيوانا غاسبار سيلما شتيفانيا كادار     | إيرينا فيتيكاو أندريا غيتسيسكو نيكول ناديل أناستازيا فدوفينكو                       |
| 20 أغسطس | موسكو، روسيا ملعب ترابي $15،000 قرعة المباريات الفردية والزوجية                                     | فاليريا يوشينكو 0–6، 0–6                                   | إيكاترينا ماكاروفا                        | أنستاسيا زاخاروفا فلادا كوفال          | داريا كروزكوفا هانا سوكال إيكاترينا كازيونوفا آنا أوكولوفا                          |
| 20 أغسطس | موسكو، روسيا ملعب ترابي $15،000 قرعة المباريات الفردية والزوجية                                     | فلادا كوفال فيتاليا ستامات 6–7(5–7)، 7–5، [6–10]           | أناستازيا فرولوفا آنا مورجينا             | أنستاسيا زاخاروفا فلادا كوفال          | داريا كروزكوفا هانا سوكال إيكاترينا كازيونوفا آنا أوكولوفا                          |
| 20 أغسطس | فرنياتشكا بانيا، صربيا ملعب ترابي $15000 قرعة المباريات الفردية والزوجية                            | دراغينجا فوكوفيتش 2–6، 4–6                                 | أمينة أنشبا                               | نفيسة بيربيروفيتش تمارا ماليشيفيتش     | إينا كاييفيتش جوليت ستوير تمارا تشروفيتش سارة غفوزدينوفيتش                          |
| 20 أغسطس | فرنياتشكا بانيا، صربيا ملعب ترابي $15000 قرعة المباريات الفردية والزوجية                            | جويل ستوير جوليت ستوير 2–6، 3–6                            | آنا ماخوركينا ميريان تونا                 | نفيسة بيربيروفيتش تمارا ماليشيفيتش     | إينا كاييفيتش جوليت ستوير تمارا تشروفيتش سارة غفوزدينوفيتش                          |
| 20 أغسطس | غيمشيون، كوريا الجنوبية ملعب صلب $15000 قرعة المباريات الفردية والزوجية                             | كيم دا-هاي 1–6، 4–6                                        | هانا تشانغ                                | راميا ناتاراجان إميلي أبلتون           | ساكورا هوسوغي كيم داي-يي بارك سو-هيون آن يو-جين                                     |
| 20 أغسطس | غيمشيون، كوريا الجنوبية ملعب صلب $15000 قرعة المباريات الفردية والزوجية                             | جيونغ يونغ-وون بارك سانغ-هي 2–6، 7–6(9–7)، [10–8]          | آن يو-جين كيم سي-هيون                     | راميا ناتاراجان إميلي أبلتون           | ساكورا هوسوغي كيم داي-يي بارك سو-هيون آن يو-جين                                     |
| 20 أغسطس | كاسلانو، سويسرا ملعب ترابي $15،000 قرعة المباريات الفردية والزوجية                                  | ساندي مارتي 6–2، 6–2                                       | تيس سوغنو                                 | ميرا أنتونيش لورا شايدر                | كريستيانا فيراندو فاندا لوكاش جيسيكا كريفيلتو فرانسيسكا جونز                        |
| 20 أغسطس | كاسلانو، سويسرا ملعب ترابي $15،000 قرعة المباريات الفردية والزوجية                                  | ألبا كاريلو مارين نولييا زيبالوس 6–4، 6–4                  | ناتاشا بيلودو مايا تهان                   | ميرا أنتونيش لورا شايدر                | كريستيانا فيراندو فاندا لوكاش جيسيكا كريفيلتو فرانسيسكا جونز                        |
| 27 أغسطس | بطولة نيكي ليديز المفتوحة بودابست، المجر ملعب ترابي $60،000 الفردي – الزوجي                         | إيغا شفيونتيك 6–2، 6–2                                     | كاتارينا زافاتسكا                         | تمارا كورباتش باربارا هاس              | فيكتوريا توموفا Maja Chwalińska سيلفيا سولير إسبينوزا إيفانا جوروفيتش               |
| 27 أغسطس | بطولة نيكي ليديز المفتوحة بودابست، المجر ملعب ترابي $60،000 الفردي – الزوجي                         | ألريكك إيكري إليتسا كوستوفا 2–6، 6–4، [10–8]               | دلما جالفي ريكا لوكا جاني                 | تمارا كورباتش باربارا هاس              | فيكتوريا توموفا Maja Chwalińska سيلفيا سولير إسبينوزا إيفانا جوروفيتش               |
| 27 أغسطس | بانياتيكا، إيطاليا ملعب ترابي $25،000+H قرعة المباريات الفردية والزوجية                             | كاجا جوفان 7–6(8–10)، 6–1، 7–5                             | جاسمين باوليني                            | Kimberley Zimmermann كلوي باكيوت       | فالنتيني جراماتيكوبولو Jessica Pieri كريستينا دينو ليودميلا سامسونوفا               |
| 27 أغسطس | بانياتيكا، إيطاليا ملعب ترابي $25،000+H قرعة المباريات الفردية والزوجية                             | غيورغيا ماركيتي Camilla Rosatello 6–4، 4–6، [10–8]         | Deborah Chiesa جاسمين باوليني             | Kimberley Zimmermann كلوي باكيوت       | فالنتيني جراماتيكوبولو Jessica Pieri كريستينا دينو ليودميلا سامسونوفا               |
| 27 أغسطس | ناناو، اليابان أرضية اصطناعية $25،000 قرعة المباريات الفردية والزوجية                               | أيانو شيميزو 6–3، 6–1                                      | Mai Hontama                               | اكيكو أومي كيوكا أوكامورا              | لو جياجينغ هاروكا كاجي هيمينو ساكاتسومي نايكثا بينز                                 |
| 27 أغسطس | ناناو، اليابان أرضية اصطناعية $25،000 قرعة المباريات الفردية والزوجية                               | كاناكو موريساكي ميجومي نيشي موتو 6–2، 6–3                  | موموكو كوبوري أيانو شيميزو                | اكيكو أومي كيوكا أوكامورا              | لو جياجينغ هاروكا كاجي هيمينو ساكاتسومي نايكثا بينز                                 |
| 27 أغسطس | ألماتي، كازاخستان ملعب ترابي $25،000 قرعة المباريات الفردية والزوجية                                | يوليا هاتوكا 6–4، 6–7(1–7)، 6–2                            | آنا دانيلينا                              | فالنتينا إفاخنينكو أناستازيا فرولوفا   | ناستجا كولار يانا سيزيكوفا أناستاسيا جاسانوفا بيرفو سينجيز                          |
| 27 أغسطس | ألماتي، كازاخستان ملعب ترابي $25،000 قرعة المباريات الفردية والزوجية                                | تيريزا ميهاليكوفا فاليريا ستراخوفا 1–6، 6–2، [10–5]        | بولينا مونوفا يانا سيزيكوفا               | فالنتينا إفاخنينكو أناستازيا فرولوفا   | ناستجا كولار يانا سيزيكوفا أناستاسيا جاسانوفا بيرفو سينجيز                          |
| 27 أغسطس | ريتشاني، جمهورية التشيك ملعب ترابي $15،000 قرعة المباريات الفردية والزوجية                          | فيندولا جوفينكوفا 6–3، 6–7(2–7)، 7–6(7–0)                  | جولييت ستوير                              | أنيتا لابوتكوفا كاترينا فانكوفا        | بيرنيلا منديسوفا أوونا أوربانا فيرونيكا فلكوفيسكا ديانا شوموفا                      |
| 27 أغسطس | ريتشاني، جمهورية التشيك ملعب ترابي $15،000 قرعة المباريات الفردية والزوجية                          | كارولينا كوبانوفا نيكولا توما نوفا 6–7(2–7)، 6–4، [11–9]   | جولييت ستوير فيندولا جوفينكوفا            | أنيتا لابوتكوفا كاترينا فانكوفا        | بيرنيلا منديسوفا أوونا أوربانا فيرونيكا فلكوفيسكا ديانا شوموفا                      |
| 27 أغسطس | هارين، هولندا ملعب ترابي $15،000 قرعة المباريات الفردية والزوجية                                    | مارينا باسولس ريبيرا 6–2، 7–6(7–4)                         | لارا سالدن                                | أريان هارتونو ناتاليا سيدليسك          | مينا هودزيتش غيرغانا توبالوفا يوكونا سايغو دومينيك كارغات                           |
| 27 أغسطس | هارين، هولندا ملعب ترابي $15،000 قرعة المباريات الفردية والزوجية                                    | أريان هارتونو سوزان لامنز 6–1، 6–7(1–7)، [10–4]            | دومينيك كارغات يوكونا سايغو               | أريان هارتونو ناتاليا سيدليسك          | مينا هودزيتش غيرغانا توبالوفا يوكونا سايغو دومينيك كارغات                           |
| 27 أغسطس | أسونسيون، باراغواي ملعب ترابي $15،000 قرعة المباريات الفردية والزوجية                               | فرناندا بريتو 6–3، 6–3                                     | غابرييلا سي                               | كاميلا جيانجريكو كامبيز ميليسا موراليس | سارا كاستيلانو كارلا لوكيرو كيرستن-أندريا ويدون باربارا غاتيكا                      |
| 27 أغسطس | أسونسيون، باراغواي ملعب ترابي $15،000 قرعة المباريات الفردية والزوجية                               | فرناندا بريتو كاميلا جيانجريكو كامبيز 6–0، 6–2             | مارسيللا غويماريس بوينو أنستازيا شاوسكايا | كاميلا جيانجريكو كامبيز ميليسا موراليس | سارا كاستيلانو كارلا لوكيرو كيرستن-أندريا ويدون باربارا غاتيكا                      |
| 27 أغسطس | موسكو، روسيا ملعب ترابي $15،000 قرعة المباريات الفردية والزوجية                                     | فلادا كوفال 6–2، 7–6(8–6)                                  | داريا ميشينا                              | داريا نازاركينا جيولنارا نازاروفا      | داريا كروشكوفا آنا أوكولوفا ألكسندرا بوسبيلوفا أنستازيا زخاروفا                     |
| 27 أغسطس | موسكو، روسيا ملعب ترابي $15،000 قرعة المباريات الفردية والزوجية                                     | أنستازيا شيكالكينا أنستازيا سوخوتينا 7–6(7–4)، 4–6، [10–6] | داريا كروشكوفا فيتاليا ستامات             | داريا نازاركينا جيولنارا نازاروفا      | داريا كروشكوفا آنا أوكولوفا ألكسندرا بوسبيلوفا أنستازيا زخاروفا                     |
| 27 أغسطس | يونغوول، كوريا الجنوبية ملعب صلب $15،000 قرعة المباريات الفردية والزوجية                            | كيم دا-بين 7–5، 6–3                                        | بارك سو-هيون                              | راميا ناتاراجان كيم دا-هي              | رينا تاكاهاشي هانا تشانج شيري كيم أنجيلينا جابويفا                                  |
| 27 أغسطس | يونغوول، كوريا الجنوبية ملعب صلب $15،000 قرعة المباريات الفردية والزوجية                            | إيرينا هاياشي تشيسا هوسونما 6–1، 6–1                       | هانا تشانج زانج ينج                       | راميا ناتاراجان كيم دا-هي              | رينا تاكاهاشي هانا تشانج شيري كيم أنجيلينا جابويفا                                  |
| 27 أغسطس | نونثابوري، تايلاند ملعب صلب $15،000 قرعة المباريات الفردية والزوجية                                 | لي هوا-تشن 6–2، 6–2                                        | نودنيدا لوانجنام                          | تاماشان مومكونثود باتشارين شابشاندج    | سوبابيتش كيواروم تشانيكارن سيلاكول صن زيو أنشيسا شانتا                              |
| 27 أغسطس | نونثابوري، تايلاند ملعب صلب $15،000 قرعة المباريات الفردية والزوجية                                 | تشو إتشوان وانج داني 6–4، 6–3                              | ريا بهاتيا لو جياكسي                      | تاماشان مومكونثود باتشارين شابشاندج    | سوبابيتش كيواروم تشانيكارن سيلاكول صن زيو أنشيسا شانتا                              |

### سبتمبر
| الأسبوع   | البطولة                                                                                            | الفائزات                                                   | الوصيفات                                         | المتأهلات لنصف النهائي                    | المتأهلات لربع النهائي                                                        |
| --------- | -------------------------------------------------------------------------------------------------- | ---------------------------------------------------------- | ------------------------------------------------ | ----------------------------------------- | ----------------------------------------------------------------------------- |
| 3 سبتمبر  | Zagreb Ladies Open زغرب، كرواتيا ملعب ترابي $60،000 المباريات: الفردية – الزوجية                   | تيريزا مردجا 2–6، 6–4، 7–5                                 | باولا أورمايتشيا                                 | اليكساندرا كادانتو أولجا دوروشينا         | بيمرا أوزجن جورجينا غارسيا بيريز كاجا جوفان تينا لوكاس                        |
| 3 سبتمبر  | Zagreb Ladies Open زغرب، كرواتيا ملعب ترابي $60،000 المباريات: الفردية – الزوجية                   | أندريا غاميز أيميت أوسكاتيغي 6–3، 6–4                      | إيلينا بوغدان اليكساندرا كادانتو                 | اليكساندرا كادانتو أولجا دوروشينا         | بيمرا أوزجن جورجينا غارسيا بيريز كاجا جوفان تينا لوكاس                        |
| 3 سبتمبر  | Montreux Ladies Open مونترو، سويسرا ملعب ترابي $60،000 المباريات: الفردية – الزوجية                | إيغا شفيونتيك 6–2، 6–2                                     | كيمبرلي زيميرمان                                 | ماريانا دوكي مارينيو يلينا إن-ألبون       | أمرا ساديكوفيتش إيلينا غابرييلا روس ماري أوساكا جوليا جرابر                   |
| 3 سبتمبر  | Montreux Ladies Open مونترو، سويسرا ملعب ترابي $60،000 المباريات: الفردية – الزوجية                | أندريا ميتو إيلينا غابرييلا روس 4–6، 6–3، [10–4]           | لورا بيجوسي مارينا زانيفسكا                      | ماريانا دوكي مارينيو يلينا إن-ألبون       | أمرا ساديكوفيتش إيلينا غابرييلا روس ماري أوساكا جوليا جرابر                   |
| 3 سبتمبر  | Allianz Cup صوفيا، بلغاريا ملعب ترابي $25،000 قرعة المباريات الفردية والزوجية                      | باربارا هاس 6–3، 6–2                                       | كاثارينا هوغبارسكي                               | باشاك إرايدن جاكلين كريستيان              | أولغا يانشوك مارينا ميلنيكوفا ألريكك إيكري أناستاسيا بريبيلوفا                |
| 3 سبتمبر  | Allianz Cup صوفيا، بلغاريا ملعب ترابي $25،000 قرعة المباريات الفردية والزوجية                      | مانو أركانجيولي ماري بينوا 6–4، 7–6(7–5)                   | أمينة أنشبا بولينا مونوفا                        | باشاك إرايدن جاكلين كريستيان              | أولغا يانشوك مارينا ميلنيكوفا ألريكك إيكري أناستاسيا بريبيلوفا                |
| 3 سبتمبر  | براغ، جمهورية التشيك ملعب ترابي $15،000 قرعة المباريات الفردية والزوجية                            | جولييت ستيور 7–6(7–5)، 7–6(7–3)                            | ماغدالينا بانتوتشكوفا                            | كاترينا فانكوفا نيكولا تومانوفا           | بيترا يانوسكوفا جوهانا ماركوفا غابرييلا بانتوتشكوفا غابرييلا نيكول تا تاروش   |
| 3 سبتمبر  | براغ، جمهورية التشيك ملعب ترابي $15،000 قرعة المباريات الفردية والزوجية                            | كارولينا كوبانوفا نيكولا تومانوفا 4–6، 6–3، [10–7]         | بيترا يانوسكوفا جولييت ستيور                     | كاترينا فانكوفا نيكولا تومانوفا           | بيترا يانوسكوفا جوهانا ماركوفا غابرييلا بانتوتشكوفا غابرييلا نيكول تا تاروش   |
| 3 سبتمبر  | بادنويلر، ألمانيا ملعب ترابي $15،000 قرعة المباريات الفردية والزوجية                               | ريبيكا ماساروفا 6–2، 7–5                                   | نينا ستادلر                                      | كونستانس سيبيل لارا شميت                  | كارين كينيل كارمن شولتيس آن كنوتِل صوفيا سامافاتي                              |
| 3 سبتمبر  | بادنويلر، ألمانيا ملعب ترابي $15،000 قرعة المباريات الفردية والزوجية                               | دوي ديكمان كاثارينا هيرينغ 7–6(8–6)، 7–6(7–3)              | كاثرين شانترين تشيلسي فانهاوت                    | كونستانس سيبيل لارا شميت                  | كارين كينيل كارمن شولتيس آن كنوتِل صوفيا سامافاتي                              |
| 3 سبتمبر  | سيكشفهيرفار، المجر ملعب ترابي $15،000 قرعة المباريات الفردية والزوجية                              | إيوانا غاسبار 7–5، 6–3                                     | فاندا لوكاش                                      | فيكتوريا كان أناستازيا بيتروفا            | أناستازيا فدوفينكو دوركا دراهوتا-سابو تمارا تشروفيتش ويرونيكا ياسمينا فوريس   |
| 3 سبتمبر  | سيكشفهيرفار، المجر ملعب ترابي $15،000 قرعة المباريات الفردية والزوجية                              | فيكتوريا كان إنغريد فويشيناكوفا 7–5، 6–3                   | تمارا تشروفيتش دراجينيا فوكوفيتش                 | فيكتوريا كان أناستازيا بيتروفا            | أناستازيا فدوفينكو دوركا دراهوتا-سابو تمارا تشروفيتش ويرونيكا ياسمينا فوريس   |
| 3 سبتمبر  | ترييستي، إيطاليا ملعب ترابي $15،000 قرعة المباريات الفردية والزوجية                                | أليس ماتيوكسي 6–2، 6–2                                     | كاميلا سكالا                                     | مارتينا سبيريغلي إيفانيا مارتينيتش        | إليني كوردوليمي فيرينا هوفر أنجليكا راجي مانكا بيسلاك                         |
| 3 سبتمبر  | ترييستي، إيطاليا ملعب ترابي $15،000 قرعة المباريات الفردية والزوجية                                | فيرينا هوفر ماريا فيكتوريا فيفياني 6–3، 7–5                | سارا مارشوني ماريا أورليا سكوتي                  | مارتينا سبيريغلي إيفانيا مارتينيتش        | إليني كوردوليمي فيرينا هوفر أنجليكا راجي مانكا بيسلاك                         |
| 3 سبتمبر  | كيوتو، اليابان ملعب صلب (indoor) $15،000 قرعة المباريات الفردية والزوجية                           | هيمينو ساكاتسومي 3–6، 6–3، 6–1                             | هارونا أراكاوا                                   | ميتشيكا أوزيكي توري كينارد                | ميتسومي كاواساكي تشي كيزوكا مينامي شوتو رينا سايغو                            |
| 3 سبتمبر  | كيوتو، اليابان ملعب صلب (indoor) $15،000 قرعة المباريات الفردية والزوجية                           | تشيناتسو شيميزو مينامي شوتو 6–2، 6–4                       | ميو ناكاشيما رينا سايغو                          | ميتشيكا أوزيكي توري كينارد                | ميتسومي كاواساكي تشي كيزوكا مينامي شوتو رينا سايغو                            |
| 3 سبتمبر  | لوكي (باراغواي)، باراغواي ملعب صلب $15،000+H قرعة المباريات الفردية والزوجية                       | غابرييلا سي 7–6(7–3)، 6–2                                  | باربرا غاتيكا                                    | إدواردا بياي كيرستن-أندريا ويدون          | جولييتا لارا إستيبل أوخينيا جانجا كاميلا جيانجريكو كامبيز ميليسا موراليس      |
| 3 سبتمبر  | لوكي (باراغواي)، باراغواي ملعب صلب $15،000+H قرعة المباريات الفردية والزوجية                       | ميليسا موراليس كيرستن-أندريا ويدون 7–5، 6–4                | كاميلا جيانجريكو كامبيز سارة تامي-ماسي           | إدواردا بياي كيرستن-أندريا ويدون          | جولييتا لارا إستيبل أوخينيا جانجا كاميلا جيانجريكو كامبيز ميليسا موراليس      |
| 3 سبتمبر  | سانتاريم، البرتغال ملعب صلب $15،000 قرعة المباريات الفردية والزوجية                                | غريت مينين 7–5، 6–3                                        | سامانثا موراي                                    | داشا إيفانوفا بريانكا شاه                 | آنا فيليبا سانتوس فرانسيسكا خورخي مايليين نودي ناتاليا أورلوفا                |
| 3 سبتمبر  | سانتاريم، البرتغال ملعب صلب $15،000 قرعة المباريات الفردية والزوجية                                | داشا إيفانوفا سامانثا موراي 0–6، 6–1، [10–4]               | ماريا ماسيني إينيس مورتا                         | داشا إيفانوفا بريانكا شاه                 | آنا فيليبا سانتوس فرانسيسكا خورخي مايليين نودي ناتاليا أورلوفا                |
| 3 سبتمبر  | مربلة، إسبانيا ملعب ترابي $15،000 قرعة المباريات الفردية والزوجية                                  | غابرييلا تالابا 6–2، 6–2                                   | ألكساندرينا نايدينوفا                            | مارينا باسولس ريبييرا كلوتيلد دي بيرناردي | كلوديا هوستي فيرير ماريا خوسيه لوكي مورينو كارين سركيسوفا جوليا بايولا        |
| 3 سبتمبر  | مربلة، إسبانيا ملعب ترابي $15،000 قرعة المباريات الفردية والزوجية                                  | كلوديا هوستي فيرير غابرييلا تالابا 6–2، 6–2                | آنا لانتيجوا دي لا نويز أنخيليس مورينو بارانكيرو | مارينا باسولس ريبييرا كلوتيلد دي بيرناردي | كلوديا هوستي فيرير ماريا خوسيه لوكي مورينو كارين سركيسوفا جوليا بايولا        |
| 3 سبتمبر  | يونغوول، كوريا الجنوبية ملعب صلب $15،000 قرعة المباريات الفردية والزوجية                           | جيونغ سو-نام 6–2، 6–1                                      | لي سو را                                         | آن يو جين كيم دا بن                       | لي إيون جي هانا شانغ باك دا يون تشانغ يينغ                                    |
| 3 سبتمبر  | يونغوول، كوريا الجنوبية ملعب صلب $15،000 قرعة المباريات الفردية والزوجية                           | كيم دا بن لي سو را 6–2، 7–5                                | باي دو هي هونج سيونغ يون                         | آن يو جين كيم دا بن                       | لي إيون جي هانا شانغ باك دا يون تشانغ يينغ                                    |
| 3 سبتمبر  | نونثابوري، تايلاند ملعب صلب $15،000 قرعة المباريات الفردية والزوجية                                | باتشارين تشيبشاندج 3–6، 7–6(10–8)، 6–2                     | لي هوا تشين                                      | بريرنا بهامبري ليو تشانغ                  | بونياوي ثامشاي وات زيل ديساي لي يا-هسين ماريانا زاكارليوك                     |
| 3 سبتمبر  | نونثابوري، تايلاند ملعب صلب $15،000 قرعة المباريات الفردية والزوجية                                | نودنيدا لوانجنام بونياوي ثامشاي وات 6–2، 6–0               | تشو آي-هسوان وانغ داني                           | بريرنا بهامبري ليو تشانغ                  | بونياوي ثامشاي وات زيل ديساي لي يا-هسين ماريانا زاكارليوك                     |
| 3 سبتمبر  | المنستير، تونس ملعب صلب $15،000 قرعة المباريات الفردية والزوجية                                    | أندريا لازارو غارسيا 7–6(7–4)، 6–4                         | كارولين روميو                                    | أندريا كا سوزان سيليك                     | بولا أرياس مانخون كلوديا جيوفين أستريد وانجا بروني أولسن فيكتوريا مونتيا      |
| 3 سبتمبر  | المنستير، تونس ملعب صلب $15،000 قرعة المباريات الفردية والزوجية                                    | بولا أرياس مانخون أندريا لازارو غارسيا 6–1، 6–0            | شيراز بشري أندريا كا                             | أندريا كا سوزان سيليك                     | بولا أرياس مانخون كلوديا جيوفين أستريد وانجا بروني أولسن فيكتوريا مونتيا      |
| 10 سبتمبر | Open de Biarritz بياريتز، فرنسا ملعب ترابي $80،000 المباريات: الفردية – الزوجية                    | تمارا كورباتش 6–2، 7–5                                     | تيميا باشينسكي                                   | باولا أورمايتشيا تيريزا سميتكوفا          | ريبيكا سرامكوفا يساليني بونافنتور أنهيلينا كالينينا Kimberley Zimmermann      |
| 10 سبتمبر | Open de Biarritz بياريتز، فرنسا ملعب ترابي $80،000 المباريات: الفردية – الزوجية                    | إرينا براء Valentyna Ivakhnenko 6–4، 6–1                   | يساليني بونافنتور Hélène Scholsen                | باولا أورمايتشيا تيريزا سميتكوفا          | ريبيكا سرامكوفا يساليني بونافنتور أنهيلينا كالينينا Kimberley Zimmermann      |
| 10 سبتمبر | بولا، إيطاليا ملعب ترابي $25،000 قرعة المباريات الفردية والزوجية                                   | تيريزا مردجا 2–6، 7–5، 6–4                                 | Anastasia Zarycká                                | إيلينا غابرييلا روس ليزا سابينو           | باشاك إرايدن Jessica Pieri Lucrezia Stefanini Deborah Chiesa                  |
| 10 سبتمبر | بولا، إيطاليا ملعب ترابي $25،000 قرعة المباريات الفردية والزوجية                                   | Martina Colmegna Federica Di Sarra 7–6(7–0)، 6–2           | Emily Arbuthnott Katharina Hobgarski             | إيلينا غابرييلا روس ليزا سابينو           | باشاك إرايدن Jessica Pieri Lucrezia Stefanini Deborah Chiesa                  |
| 10 سبتمبر | فارنا (بلغاريا) ملعب ترابي $15،000 قرعة المباريات الفردية والزوجية                                 | جورجيا كراتشيون 6–2، 7–5                                   | ألريكك إيكري                                     | فيكتوريا كامنسكايا ديا إفتيموفا           | داريا أستاكوڤا إيبك أوز ألكسندرا بيربر أمينة أنشبا                            |
| 10 سبتمبر | فارنا (بلغاريا) ملعب ترابي $15،000 قرعة المباريات الفردية والزوجية                                 | غابرييلا طلابة أيمت أوزكاتيغي 3–6، 7–5، [10–5]             | إيبك أوز ميليس سيزر                              | فيكتوريا كامنسكايا ديا إفتيموفا           | داريا أستاكوڤا إيبك أوز ألكسندرا بيربر أمينة أنشبا                            |
| 10 سبتمبر | أنينغ، الصين ملعب ترابي 15،000$ قرعة المباريات الفردية والزوجية                                    | قوه ميكي 6–1، 6–1                                          | صن زيو                                           | باي يا يون شينغ يوتشي                     | تشاو تشيان تشيان هي جياييينغ تشو يي-تسين لو جياشي                             |
| 10 سبتمبر | أنينغ، الصين ملعب ترابي 15،000$ قرعة المباريات الفردية والزوجية                                    | ليو سيكي لو جياشي 5–7، 6–4، [10–8]                         | دونغ هونغدينغ صن زيو                             | باي يا يون شينغ يوتشي                     | تشاو تشيان تشيان هي جياييينغ تشو يي-تسين لو جياشي                             |
| 10 سبتمبر | فريدك-ميستك، جمهورية التشيك ملعب ترابي 15،000$ قرعة المباريات الفردية والزوجية                     | مارتا ليسنياك 6–7(6–8)، 6–2، 6–3                           | غابرييلا بانتوتشكوڤا                             | ماغدلينا بانتوتشكوڤا جوهانا ماركوڤا       | بترا يانوسكوڤا يوليا ليسا ميلاني كلافنير آنا سيشكوڤا                          |
| 10 سبتمبر | فريدك-ميستك، جمهورية التشيك ملعب ترابي 15،000$ قرعة المباريات الفردية والزوجية                     | كارولينا كوبانوفا نيكولا تومانوڤا 6–1، 6–3                 | بترا يانوسكوڤا آنا أوكولوڤا                      | ماغدلينا بانتوتشكوڤا جوهانا ماركوڤا       | بترا يانوسكوڤا يوليا ليسا ميلاني كلافنير آنا سيشكوڤا                          |
| 10 سبتمبر | القاهرة، مصر ملعب ترابي 15،000$ قرعة المباريات الفردية والزوجية                                    | شارلوت رومر 6–3، 6–4                                       | لميس الحسين عبد العزيز                           | آنا مورجينا فاني أوستلوند                 | غابريلا نيكول تاتاروش فيكتوريا مورفايوفا جولييت ستوير آنا أوركي               |
| 10 سبتمبر | القاهرة، مصر ملعب ترابي 15،000$ قرعة المباريات الفردية والزوجية                                    | آنا مورجينا إلينا نيبليي 7–5، 6–1                          | غابريلا نيكول تاتاروش تشيلسي فانهاوت             | آنا مورجينا فاني أوستلوند                 | غابريلا نيكول تاتاروش فيكتوريا مورفايوفا جولييت ستوير آنا أوركي               |
| 10 سبتمبر | ألماتي، كازاخستان ملعب ترابي $15،000 قرعة المباريات الفردية والزوجية                               | مارينا تشيرنيشوفا 6–4، 6–3                                 | داريا لوديكوفا                                   | فلادا إكشيبروفا فلادا كوفال               | أولكساندرا أولينكوفا داريا ديتكوفسكايا يكاترينا دميتريشينكو ألبينا خابيبولينا |
| 10 سبتمبر | ألماتي، كازاخستان ملعب ترابي $15،000 قرعة المباريات الفردية والزوجية                               | مارينا تشيرنيشوفا فلادا إكشيبروفا 7–6(7–3)، 6–2            | ألبينا خابيبولينا كسينيا ألكان                   | فلادا إكشيبروفا فلادا كوفال               | أولكساندرا أولينكوفا داريا ديتكوفسكايا يكاترينا دميتريشينكو ألبينا خابيبولينا |
| 10 سبتمبر | مونتيمور نوفو، البرتغال ملعب صلب $15،000 قرعة المباريات الفردية والزوجية                           | داشا إيفانوفا 7–5، 6–3                                     | نينا ستادلر                                      | لي بي-تشي أريان هارتونو                   | إينيس مورتا إستيل كاسينو جوليا ستاماتوفا مريم بولكفادزه                       |
| 10 سبتمبر | مونتيمور نوفو، البرتغال ملعب صلب $15،000 قرعة المباريات الفردية والزوجية                           | إينيس مورتا نينا ستادلر 6–1، 6–0                           | فرانسيسكا خورخي لوسيا كويتريرو                   | لي بي-تشي أريان هارتونو                   | إينيس مورتا إستيل كاسينو جوليا ستاماتوفا مريم بولكفادزه                       |
| 10 سبتمبر | سبتة، إسبانيا ملعب صلب $15،000 قرعة المباريات الفردية والزوجية                                     | ألكساندرينا نايدينوفا 6–1، 4–6، 6–1                        | لوسيا كورتيس لوركا                               | ماريا خوسيه لوكي مورينو كلوديا هوستي فرير | نويليا زيبالوس فيكتوريا ميخايلوفا أولغا باريز أزكويا لارا بانفيلوف            |
| 10 سبتمبر | سبتة، إسبانيا ملعب صلب $15،000 قرعة المباريات الفردية والزوجية                                     | كلوديا هوستي فرير ماريا خوسيه لوكي مورينو 7–5، 6–1         | ماريا ماسيني أولغا باريز أزكويا                  | ماريا خوسيه لوكي مورينو كلوديا هوستي فرير | نويليا زيبالوس فيكتوريا ميخايلوفا أولغا باريز أزكويا لارا بانفيلوف            |
| 10 سبتمبر | المنستير، تونس ملعب صلب $15،000 قرعة المباريات الفردية والزوجية                                    | أندريا لازارو غارسيا 6–0، 6–2                              | فيكتوريا مونتيان                                 | بولا أرياس مانخون كلوديا جيوفين           | كلوديا كوبولا جوزفين بواليم أندريا بريسكايرو شيراز بشري                       |
| 10 سبتمبر | المنستير، تونس ملعب صلب $15،000 قرعة المباريات الفردية والزوجية                                    | بولا أرياس مانخون أندريا لازارو غارسيا 7–5، 6–0            | ناديا إتشيفيريا ألام آنا بوبسكو                  | بولا أرياس مانخون كلوديا جيوفين           | كلوديا كوبولا جوزفين بواليم أندريا بريسكايرو شيراز بشري                       |
| 17 سبتمبر | L'Open 35 de Saint-Malo سان مالو، فرنسا ملعب ترابي $60،000+H المباريات: الفردية – الزوجية          | ليودميلا سامسونوفا 6–0، 6–2                                | كاتارينا زافاتسكا                                | فيرونيكا سبيد رويج إرينا براء             | كاثينكا فون ديكمان تيميا باشينسكي ديانا مارسنكفيتشا إيكاترين جورجودزي         |
| 17 سبتمبر | L'Open 35 de Saint-Malo سان مالو، فرنسا ملعب ترابي $60،000+H المباريات: الفردية – الزوجية          | كريستينا بوكشا María Fernanda Herazo 4–6، 1–6، [8–10]      | Alexandra Cadanțu ديانا مارسنكفيتشا              | فيرونيكا سبيد رويج إرينا براء             | كاثينكا فون ديكمان تيميا باشينسكي ديانا مارسنكفيتشا إيكاترين جورجودزي         |
| 17 سبتمبر | كيرنز (ولاية كوينزلاند)، أستراليا ملعب صلب $25،000 قرعة المباريات الفردية والزوجية                 | أسترا شارما 0–6، 6–7(5–7)، 1–6                             | ديستاني أيافا                                    | أليسون باي Kaylah McPhee                  | كيمبرلي بيريل Seone Mendez Zuzana Zlochová Jodie Anna Burrage                 |
| 17 سبتمبر | كيرنز (ولاية كوينزلاند)، أستراليا ملعب صلب $25،000 قرعة المباريات الفردية والزوجية                 | نايكثا بينز Xu Shilin 1–6، 7–6(7–9)                        | Erin Routliffe أسترا شارما                       | أليسون باي Kaylah McPhee                  | كيمبرلي بيريل Seone Mendez Zuzana Zlochová Jodie Anna Burrage                 |
| 17 سبتمبر | دوبريتش، بلغاريا ملعب ترابي $25،000 قرعة المباريات الفردية والزوجية                                | كارولين فيرنر 6–4، 3–6، 7–5                                | جوليا جاتو مونتيكوني                             | إيرينا فيتتشاو أنا بوندار                 | كاتارزينا بيتر جاكلين كريستيان ألريكك إيكري نيكوليتا داسكالو                  |
| 17 سبتمبر | دوبريتش، بلغاريا ملعب ترابي $25،000 قرعة المباريات الفردية والزوجية                                | كريستينا دينو آيميت أوزكاتيجي 7–6(7–3)، 6–2                | جاكلين كريستيان إيلينا غابرييلا روس              | إيرينا فيتتشاو أنا بوندار                 | كاتارزينا بيتر جاكلين كريستيان ألريكك إيكري نيكوليتا داسكالو                  |
| 17 سبتمبر | بولا، إيطاليا ملعب ترابي $25،000 قرعة المباريات الفردية والزوجية                                   | أنستازيا زاريتسكا 6–3، 7–6(7–4)                            | مارتينا كارغارو                                  | كريستينا كوكوفا يلينا إن-ألبون            | لينا روفر ستيفانيا روبيني فيديريكا بيلاردو أناستازيا جريمالسكا                |
| 17 سبتمبر | بولا، إيطاليا ملعب ترابي $25،000 قرعة المباريات الفردية والزوجية                                   | فيديريكا دي سارا أناستازيا جريمالسكا 7–6(7–3)، 6–2         | ديبورا كييزا تاتيانا بييري                       | كريستينا كوكوفا يلينا إن-ألبون            | لينا روفر ستيفانيا روبيني فيديريكا بيلاردو أناستازيا جريمالسكا                |
| 17 سبتمبر | كأس رويال NLB مونتينيغرو بودغوريتسا، مونتينيغرو ملعب ترابي $25،000 قرعة المباريات الفردية والزوجية | جيزيكا ماليشكوفا 6–2، 6–0                                  | تينا لوكاس                                       | باربارا هاس جوليا غابر                    | ميريام كولودزييوفا هيلين شولسن رالوكا جورجيانا سربان يوليا هاتوك              |
| 17 سبتمبر | كأس رويال NLB مونتينيغرو بودغوريتسا، مونتينيغرو ملعب ترابي $25،000 قرعة المباريات الفردية والزوجية | ميريام كولودزييوفا نينا بوتوتشنيك 2–6، 6–3، [10–0]         | نفيسة بيربيروفيتش فيرونيكا إرجافيتش              | باربارا هاس جوليا غابر                    | ميريام كولودزييوفا هيلين شولسن رالوكا جورجيانا سربان يوليا هاتوك              |
| 17 سبتمبر | لشبونة، البرتغال ملعب صلب $25،000 قرعة المباريات الفردية والزوجية                                  | ليسلي كيرخوف 6–2، 7–6(3–7)                                 | بيمرا أوزجن                                      | تيساه أندريانجافيتريمو غريتا أرن          | فاطمة النبهاني ماريم بولكيفادزي شليماء طالب نوريا باريزاس دياز                |
| 17 سبتمبر | لشبونة، البرتغال ملعب صلب $25،000 قرعة المباريات الفردية والزوجية                                  | إيما لين سامانثا موراي 7–5، 6–4                            | ميكايلا كرايتشيك تيريزا مارتينكوفا               | تيساه أندريانجافيتريمو غريتا أرن          | فاطمة النبهاني ماريم بولكيفادزي شليماء طالب نوريا باريزاس دياز                |
| 17 سبتمبر | لوبوك، الولايات المتحدة ملعب صلب $25،000 قرعة المباريات الفردية والزوجية                           | ريبيكا مارينو 6–4، 6–1                                     | روبن أندرسون                                     | هايلي كارتر أمينة بكتاس                   | ساناز ماراند فيكتوريا رودريغيز ماريا كاميلا أوسوريو سيرانو بيانكا تاراتي      |
| 17 سبتمبر | لوبوك، الولايات المتحدة ملعب صلب $25،000 قرعة المباريات الفردية والزوجية                           | نايومي برودي ناديه بودوروسكا 3–6، 6–2، [8–10]              | فلاديتسا بابيتش هايلي كارتر                      | هايلي كارتر أمينة بكتاس                   | ساناز ماراند فيكتوريا رودريغيز ماريا كاميلا أوسوريو سيرانو بيانكا تاراتي      |
| 17 سبتمبر | بوينس آيرس، الأرجنتين ملعب ترابي $15،000 قرعة المباريات الفردية والزوجية                           | فرناندا بريتو 6–1، 6–4                                     | كاتالينا بيلا                                    | كارلا لوسيرو جازمين أورتينزي              | خولييتا لارا إستابل صوفيا لوني كاميلا جيانجريكو كامبيز يوجينيا جانغا          |
| 17 سبتمبر | بوينس آيرس، الأرجنتين ملعب ترابي $15،000 قرعة المباريات الفردية والزوجية                           | فرناندا بريتو كاميلا جيانجريكو كامبيز 7–5، 7–6(2–7)        | خولييتا لارا إستابل كاتالينا بيلا                | كارلا لوسيرو جازمين أورتينزي              | خولييتا لارا إستابل صوفيا لوني كاميلا جيانجريكو كامبيز يوجينيا جانغا          |
| 17 سبتمبر | أنينغ، الصين ملعب ترابي $15،000 قرعة المباريات الفردية والزوجية                                    | لي هوا-تشين 6–2، 6–2                                       | يانغ زييي                                        | شينغ يوكي سوجانيا بافيسيتي                | ليو ميتينغ قوه ميكي لو جياشي صن زيو                                           |
| 17 سبتمبر | أنينغ، الصين ملعب ترابي $15،000 قرعة المباريات الفردية والزوجية                                    | سوجانيا بافيسيتي وانغ داني 7–6(7–4)، 7–5                   | تشو إي-هسوان تشو يي-تسن                          | شينغ يوكي سوجانيا بافيسيتي                | ليو ميتينغ قوه ميكي لو جياشي صن زيو                                           |
| 17 سبتمبر | القاهرة، مصر ملعب ترابي $15،000 قرعة المباريات الفردية والزوجية                                    | ساندرا سمير 6–0، 2–1، انسحاب.                              | آنا أوركي                                        | شارلوت رومر آنا مورجينا                   | جويل كيسيل كوستانزا ترافرسي فيكتوريا مورفايوفا لميس الحسين عبد العزيز         |
| 17 سبتمبر | القاهرة، مصر ملعب ترابي $15،000 قرعة المباريات الفردية والزوجية                                    | جويل كيسيل شارلوت رومر 7–6(7–3)، 6–2                       | فرح عبد الوهاب لميس الحسين عبد العزيز            | شارلوت رومر آنا مورجينا                   | جويل كيسيل كوستانزا ترافرسي فيكتوريا مورفايوفا لميس الحسين عبد العزيز         |
| 17 سبتمبر | باتومي ليديز أوبن باطوم، جورجيا ملعب صلب $15،000 قرعة المباريات الفردية والزوجية                   | داريا كوداشوفا 5–7، 6–0، 6–3                               | غيولنارا نازاروفا                                | آنا كوباريفا فاليريا أورزوموفا            | لانا كينتشياشفيلي آني أميراغيان صدفموه توليبوفا تشيلا أرجيلان                 |
| 17 سبتمبر | باتومي ليديز أوبن باطوم، جورجيا ملعب صلب $15،000 قرعة المباريات الفردية والزوجية                   | ألكسندرا بيتاك كاتارزينا بيتاك 6–0، 4–1، انسحاب.           | ألكسندرا كوزنتسوفا غيولنارا نازاروفا             | آنا كوباريفا فاليريا أورزوموفا            | لانا كينتشياشفيلي آني أميراغيان صدفموه توليبوفا تشيلا أرجيلان                 |
| 17 سبتمبر | شيمكنت، كازاخستان ملعب ترابي $15،000 قرعة المباريات الفردية والزوجية                               | كسينيا ألكان 1–0، انسحاب.                                  | مارينا تشيرنيشوفا                                | ماريا شوشارينا أوليانا أيزاتولينا         | داريا ديتكوفسكايا فلادا كوفال داريا لوديكوفا يكاترينا دميتريتشينكو            |
| 17 سبتمبر | شيمكنت، كازاخستان ملعب ترابي $15،000 قرعة المباريات الفردية والزوجية                               | آنا هيرتل كاميلا راخيموفا 6–0، 7–6(7–0)                    | أوليانا أيزاتولينا آنا ياكوفليفا                 | ماريا شوشارينا أوليانا أيزاتولينا         | داريا ديتكوفسكايا فلادا كوفال داريا لوديكوفا يكاترينا دميتريتشينكو            |
| 17 سبتمبر | المنستير، تونس ملعب صلب $15،000 قرعة المباريات الفردية والزوجية                                    | كلوديا جيوفين 6–3، 6–3                                     | سوزان سيليك                                      | أندريا بريساكاريو ماديسون ويستبي          | جوليا بريجي جوزفين بواليم بوفانا كالفا ميريل هودت                             |
| 17 سبتمبر | المنستير، تونس ملعب صلب $15،000 قرعة المباريات الفردية والزوجية                                    | مارتينا بياجيانتي كلوديا جيوفين 6–1، 6–2                   | ناديا إتشيفيريا آلام آنا بوبسكو                  | أندريا بريساكاريو ماديسون ويستبي          | جوليا بريجي جوزفين بواليم بوفانا كالفا ميريل هودت                             |
| 17 سبتمبر | أنطاليا، تركيا ملعب صلب $15،000 قرعة المباريات الفردية والزوجية                                    | سينيا كراوس 3–6، 6–4، 7–6(8–6)                             | جيمري أنيل                                       | جاكلين كاباج أواد رومينا أوبراندي         | لومينيتسا توتونارو نويليا زيبالوس بيانكا بيهولوفا داريا نازاركينا             |
| 17 سبتمبر | أنطاليا، تركيا ملعب صلب $15،000 قرعة المباريات الفردية والزوجية                                    | داريا نازاركينا أناستاسيا بوبلافسكا 6–3، 6–1               | جيمري أنيل إيلاي يوروك                           | جاكلين كاباج أواد رومينا أوبراندي         | لومينيتسا توتونارو نويليا زيبالوس بيانكا بيهولوفا داريا نازاركينا             |
| 24 سبتمبر | داروين تنس إنترناشونال داروين، أستراليا ملعب صلب $60،000 فردي – زوجي                               | كيمبرلي بيريل 6–3، 6–3                                     | إيلين بيريز                                      | زوزانا زلوشوفا نايكثا بينز                | أوليفيا روجوفسكا إيرينا رامياليسون تشانغ لينغ هاروكا كاجي                     |
| 24 سبتمبر | داروين تنس إنترناشونال داروين، أستراليا ملعب صلب $60،000 فردي – زوجي                               | روتوجا بسالي هيروكو كواتا 6–2، 6–4                         | كيمبرلي بيريل كاتي دان                           | زوزانا زلوشوفا نايكثا بينز                | أوليفيا روجوفسكا إيرينا رامياليسون تشانغ لينغ هاروكا كاجي                     |
| 24 سبتمبر | بي بي في إيه أوبن سيوداد دي فالنسيا بلنسية، إسبانيا ملعب ترابي $60،000+H فردي – زوجي               | باولا بادوسا جبيرت 6–1، 4–6، 6–2                           | أليونا بولسوفا زادوينوف                          | ريبيكا سرامكوفا باشاك إرايدن              | جاسمين باوليني باولا أورمايتشيا مارينا زانيفسكا نينا ستويانوفيتش              |
| 24 سبتمبر | بي بي في إيه أوبن سيوداد دي فالنسيا بلنسية، إسبانيا ملعب ترابي $60،000+H فردي – زوجي               | إيرينا خروماتشيفا نينا ستويانوفيتش 6–1، 6–4                | فالنتيني جراماتيكوبولو ريناتا زارازوا            | ريبيكا سرامكوفا باشاك إرايدن              | جاسمين باوليني باولا أورمايتشيا مارينا زانيفسكا نينا ستويانوفيتش              |
| 24 سبتمبر | سنترال كوست برو تنس أوبن تيمبلتون، الولايات المتحدة ملعب صلب $60،000 فردي – زوجي                   | آسيا محمد 2–6، 6–4، 6–3                                    | سيسيل كاراتانتشيفا                               | غريس مين ماديسون برينجل                   | صوفيا زهوك جوفانا جاكسيك أمرا ساديكوفيتش ماريا سانشيز                         |
| 24 سبتمبر | سنترال كوست برو تنس أوبن تيمبلتون، الولايات المتحدة ملعب صلب $60،000 فردي – زوجي                   | آسيا محمد ماريا سانشيز 6–7(4–7)، 6–2، [10–8]               | كوين جليسون لويزا ستيفاني                        | غريس مين ماديسون برينجل                   | صوفيا زهوك جوفانا جاكسيك أمرا ساديكوفيتش ماريا سانشيز                         |
| 24 سبتمبر | كليرمون فيران، فرنسا ملعب صلب (indoor) $25،000 قرعة المباريات الفردية والزوجية                     | ليسلي كيرخوف 6–3، 4–6، 6–4                                 | كلارا بوريل                                      | غريتا أرن ميرتل جورج                      | تيس سوغنو شيرازاد ريكس أيلاء أكسو ريتشل هوجينكامب                             |
| 24 سبتمبر | كليرمون فيران، فرنسا ملعب صلب (indoor) $25،000 قرعة المباريات الفردية والزوجية                     | ليوني كونغ إيزابيلا شنيكوفا 6–2، 7–5                       | مانو أركانجيولي شيرازاد ريكس                     | غريتا أرن ميرتل جورج                      | تيس سوغنو شيرازاد ريكس أيلاء أكسو ريتشل هوجينكامب                             |
| 24 سبتمبر | بولا، إيطاليا ملعب ترابي $25،000 قرعة المباريات الفردية والزوجية                                   | كاثرينا هوبغارسكي 7–6(7–3)، 6–2                            | كارولينا ألفيس                                   | ليودميلا سامسونوفا يلينا إن-ألبون         | إليتسا كوستوفا غانا بوزنيخيرينكو إليني كوردولايمي ديبورا كيزا                 |
| 24 سبتمبر | بولا، إيطاليا ملعب ترابي $25،000 قرعة المباريات الفردية والزوجية                                   | تايسيا مورديرجر يانا مورديرجر 6–7(0–7)، 7–6(11–9)، [12–10] | تساو سيكي ما شويي                                | ليودميلا سامسونوفا يلينا إن-ألبون         | إليتسا كوستوفا غانا بوزنيخيرينكو إليني كوردولايمي ديبورا كيزا                 |
| 24 سبتمبر | أوبيدوس، البرتغال أرضية خشبية $25،000 قرعة المباريات الفردية والزوجية                              | جوليا جاتو مونتيكوني 7–5، 6–4                              | غريت مينين                                       | أورزولا رادفانسكا ماريام بولكفادزه        | كاتارزينا بيتر بيرفو جنكيز بيمرا أوزجن ديانا مارسنكفيتشا                      |
| 24 سبتمبر | أوبيدوس، البرتغال أرضية خشبية $25،000 قرعة المباريات الفردية والزوجية                              | كاتارزينا بيتر فاليريا سافينيخ 6–3، 6–2                    | ماريام بولكفادزه إينيس مورتا                     | أورزولا رادفانسكا ماريام بولكفادزه        | كاتارزينا بيتر بيرفو جنكيز بيمرا أوزجن ديانا مارسنكفيتشا                      |
| 24 سبتمبر | آنينغ، الصين ملعب ترابي 15،000$ قرعة المباريات الفردية والزوجية                                    | لي هوا-تشين 6–0، 6–1                                       | سان زوليو                                        | دو زهيما ني ما زوما                       | باي يا-يون قوه ميكي شينغ كينوين يانغ زييي                                     |
| 24 سبتمبر | آنينغ، الصين ملعب ترابي 15،000$ قرعة المباريات الفردية والزوجية                                    | سان زوليو جاو كيان تشيان 6–4، 3–6، [10–6]                  | تشو آي-هسوان تشو يي-تسين                         | دو زهيما ني ما زوما                       | باي يا-يون قوه ميكي شينغ كينوين يانغ زييي                                     |
| 24 سبتمبر | برنو، جمهورية التشيك ملعب ترابي 15،000$ قرعة المباريات الفردية والزوجية                            | نفيسة بيربيروفيتش 7–6(8–6)، 6–4                            | ديانا شوموفا                                     | باربورا ميكلوفا جوهانا ماركوفا            | إليونورا مولينارو مونيكا سفوبودوفا ميلاني كلافنير أنستازيا ديتييوك            |
| 24 سبتمبر | برنو، جمهورية التشيك ملعب ترابي 15،000$ قرعة المباريات الفردية والزوجية                            | كريستينا هرابالوفا نيكولا توماوفا 6–2، 6–4                 | أنستازيا ديتييوك بيترا يانوسكوفا                 | باربورا ميكلوفا جوهانا ماركوفا            | إليونورا مولينارو مونيكا سفوبودوفا ميلاني كلافنير أنستازيا ديتييوك            |
| 24 سبتمبر | القاهرة، مصر ملعب ترابي 15،000$ قرعة المباريات الفردية والزوجية                                    | ميشيل ألكسندرا زماو 6–3، 4–6، 6–4                          | شارلوت رومر                                      | ساندرا سمير لميس الحسين عبد العزيز        | آنا يوريكي فيكتوريا مورفايوفا يلينا ستويانوفيتش دومينيك كارغات                |
| 24 سبتمبر | القاهرة، مصر ملعب ترابي 15،000$ قرعة المباريات الفردية والزوجية                                    | ساندرا سمير ميشيل ألكسندرا زماو 6–2، 6–1                   | ياسمين عزت شارلوت رومر                           | ساندرا سمير لميس الحسين عبد العزيز        | آنا يوريكي فيكتوريا مورفايوفا يلينا ستويانوفيتش دومينيك كارغات                |
| 24 سبتمبر | شيمكنت، كازاخستان ملعب ترابي $15،000 قرعة المباريات الفردية والزوجية                               | داريا لوديكوفا 7–6(7–5)، 6–4                               | جيبك كولامبايفا                                  | يكاترينا دميتريشينكو صوفيا دميتريفا       | فيتاليا ستامات أوليكساندرا أولينكوفا نويل سيدينوفا ماريا شوشارينا             |
| 24 سبتمبر | شيمكنت، كازاخستان ملعب ترابي $15،000 قرعة المباريات الفردية والزوجية                               | يكاترينا دميتريشينكو آنا ياكوفليفا 6–4، 6–3                | ياسمينا كريميجانوڤا سيفيل يولداشيفا              | يكاترينا دميتريشينكو صوفيا دميتريفا       | فيتاليا ستامات أوليكساندرا أولينكوفا نويل سيدينوفا ماريا شوشارينا             |
| 24 سبتمبر | مليلية، إسبانيا ملعب ترابي $15،000 قرعة المباريات الفردية والزوجية                                 | إيوانا لوريدانا روسكا 6–0، 6–2                             | جوليا بايولا                                     | كاثرين تشانتراين ليندا برينكوفيتش         | نوريا برانكاتشيو مارينا بنيتو إيفانيا مارتينيتش ألكسندرا داماشين              |
| 24 سبتمبر | مليلية، إسبانيا ملعب ترابي $15،000 قرعة المباريات الفردية والزوجية                                 | أولغا باريس أزكويتا إيوانا لوريدانا روسكا 6–2، 6–2         | كاثرين تشانتراين ليندا برينكوفيتش                | كاثرين تشانتراين ليندا برينكوفيتش         | نوريا برانكاتشيو مارينا بنيتو إيفانيا مارتينيتش ألكسندرا داماشين              |
| 24 سبتمبر | المنستير، تونس ملعب صلب $15،000 قرعة المباريات الفردية والزوجية                                    | باربرا بونيك 4–6، 6–1، 6–3                                 | شيراز بشري                                       | ماريا تانا سيسكو ليزا بيجاتو              | آنا بوبسكو بولينا كوزيريفا بولين كوركو جوليا كريسينزي                         |
| 24 سبتمبر | المنستير، تونس ملعب صلب $15،000 قرعة المباريات الفردية والزوجية                                    | شيراز بشري باربرا بونيك 6–4، 6–4                           | ناديا إتشيفيريا ألام آنا بوبسكو                  | ماريا تانا سيسكو ليزا بيجاتو              | آنا بوبسكو بولينا كوزيريفا بولين كوركو جوليا كريسينزي                         |
| 24 سبتمبر | أنطاليا، تركيا ملعب صلب $15،000 قرعة المباريات الفردية والزوجية                                    | رومينا أوبراندي 6–0، 6–2                                   | داريا نازاركينا                                  | بويانا كلينكوف سيلين أوفينتش              | إيليني دانيليدو أوونا أوربانا جوليتا سانير جيمري أنيل                         |
| 24 سبتمبر | أنطاليا، تركيا ملعب صلب $15،000 قرعة المباريات الفردية والزوجية                                    | جيمري أنيل ميليس سيزر 6–2، 7–5                             | أليس تشيرنيكا أوونا أوربانا                      | بويانا كلينكوف سيلين أوفينتش              | إيليني دانيليدو أوونا أوربانا جوليتا سانير جيمري أنيل                         |
| 24 سبتمبر | تشورنومورسك، أوكرانيا ملعب ترابي $15،000 قرعة المباريات الفردية والزوجية                           | أناستاسيا شوشينا 6–4، 6–1                                  | بويانا مارينكوفيتش                               | ألكسندرا بيربر أناستازيا فدوفينكو         | ناديا كولب كارول مونيت هيلين بلوسكينا فاندا لوكاش                             |
| 24 سبتمبر | تشورنومورسك، أوكرانيا ملعب ترابي $15،000 قرعة المباريات الفردية والزوجية                           | مارينا كولب ناديا كولب 6–4، 6–4                            | ألكسندرا بيربر أناستازيا فدوفينكو                | ألكسندرا بيربر أناستازيا فدوفينكو         | ناديا كولب كارول مونيت هيلين بلوسكينا فاندا لوكاش                             |
| 24 سبتمبر | جزيرة هيلتون هيد، الولايات المتحدة ملعب ترابي $15،000 قرعة المباريات الفردية والزوجية              | بيانكا توراتي 7–6(7–0)، 6–2                                | ميكايلا بايرلوفا                                 | جوستينا ميكولسكيت راشيدا ماكادو           | ألورا زاماريبا كومولا أوماروفا بيتون ستيرنز نادجا جيلكريست                    |
| 24 سبتمبر | جزيرة هيلتون هيد، الولايات المتحدة ملعب ترابي $15،000 قرعة المباريات الفردية والزوجية              | باربارا جاتيكا ريبيكا بيريرا 7–6(7–2)، 3–6، [11–9]         | ألورا زاماريبا ماريبيلا زاماريبا                 | جوستينا ميكولسكيت راشيدا ماكادو           | ألورا زاماريبا كومولا أوماروفا بيتون ستيرنز نادجا جيلكريست                    |

## الروابط الخارجية
- "10،600 لاعبة، 1135 حدثًا: جولة الاتحاد الدولي لكرة المضرب العالمية للسيدات لعام 2023 بالأرقام". الاتحاد الدولي لكرة المضرب. اطلع عليه بتاريخ 2024-01-02.
- "أجندة جولة الاتحاد الدولي لكرة المضرب العالمية للسيدات". الاتحاد الدولي لكرة المضرب. اطلع عليه بتاريخ 2024-01-02.
- الاتحاد الدولي لكرة المضرب